# Ligne B du métro de Rennes
Vous lisez un « article de qualité » labellisé en 2025.  Il fait partie d'un « bon thème » labellisé en 2025.
La ligne B du métro de Rennes, ou ligne b selon la graphie officielle, est une ligne de métro située dans le département d'Ille-et-Vilaine en Bretagne. Elle traverse les communes de Saint-Jacques-de-la-Lande, Rennes et Cesson-Sévigné du sud-ouest au nord-est, en reliant les stations Saint-Jacques - Gaîté et Cesson - Viasilva.
D'une longueur totale de 14,1 km, dont 13,4 km accessibles au public et 11 km en souterrain, elle dessert quinze stations. À sa mise en service, le matériel roulant est exclusivement composé de Cityval, une évolution du véhicule automatique léger, utilisé pour la première fois.
L'idée de cette seconde ligne émerge dès les années 1980, avant même l'ouverture de la ligne A. Elle s'inscrit dans une stratégie visant à désengorger le réseau de transport en commun et à fluidifier la circulation en centre-ville. Les travaux débutent en 2014 et, comme pour la première ligne, sont marqués par des incidents liés au tunnelier (effondrements, fissures, pannes de l'engin). Le chantier s'achève en majeure partie en 2018. Une longue période d'essais commence alors, qui devait initialement aboutir à la mise en service en 2020. Toutefois, la pandémie de Covid-19 puis des problèmes de mise en point des rames entraînent un retard de deux ans. La ligne est finalement inaugurée et ouverte au public le 20 septembre 2022.
Dès sa mise en service, elle rencontre un vif succès et atteint 80 000 voyages par jour en 2022. Cependant, un an après son ouverture, elle subit deux pannes majeures à deux mois d'intervalle, qui entraînent un arrêt total de six mois.

## Histoire

### Chronologie
- Années 1980-1990 : premières études sur la mise en place d'une seconde ligne de transport en commun en site propre (TCSP)[2].
- 10 juillet 2003 : choix du métro comme mode de transport et définition du tracé global de la ligne[D 1],[3].
- 23 avril 2009 : adoption du tracé définitif[4].
- Novembre 2010 : sélection de la technologie Neoval[5].
- 31 août 2012 : déclaration d'utilité publique du projet[E 1].
- Janvier 2014 : début des travaux de construction[6].
- 9 janvier 2015 : début du chantier pour le tunnelier Élaine[7].
- Mai 2016 : lancement de la construction du viaduc[8].
- 20 juin 2017 : réception de la première rame du métro[9],[10],[11].
- Septembre 2017 : pose de la voie au garage-atelier[9],[10],[11].
- Octobre 2017 : premiers essais[9],[10],[11].
- 20 février 2018 : achèvement de la construction du viaduc[12],[RM 1].
- 28 février 2018 : fin des opérations du tunnelier Élaine[12],[RM 1].
- Juillet 2018 : début des essais au garage-atelier[13].
- Septembre 2018 : installation de la voie sur la ligne[14].
- Fin 2018 : premiers essais sur la ligne, en mode manuel[15].
- Automne 2019 : essais sur l'intégralité de la ligne, cette fois en mode automatique[15].
- 14 mars 2022 : début de la marche à blanc[16], après plusieurs années de report dus à la pandémie de Covid-19 et à des problèmes sur les rames[17],[18].
- 20 septembre 2022 : inauguration officielle et mise en service commerciale de la ligne[19].
- 18 novembre 2023 : un incendie électrique détruit le poste de redressement du garage-atelier, entraînant une fermeture de la ligne jusqu'au 22 décembre suivant[20],[21].
- 3 janvier 2024 : interruption du trafic jusqu'au 20 juin 2024, en raison de la rupture de l'écrou de pivot d'un bogie[22],[23].

### Naissance de la ligne

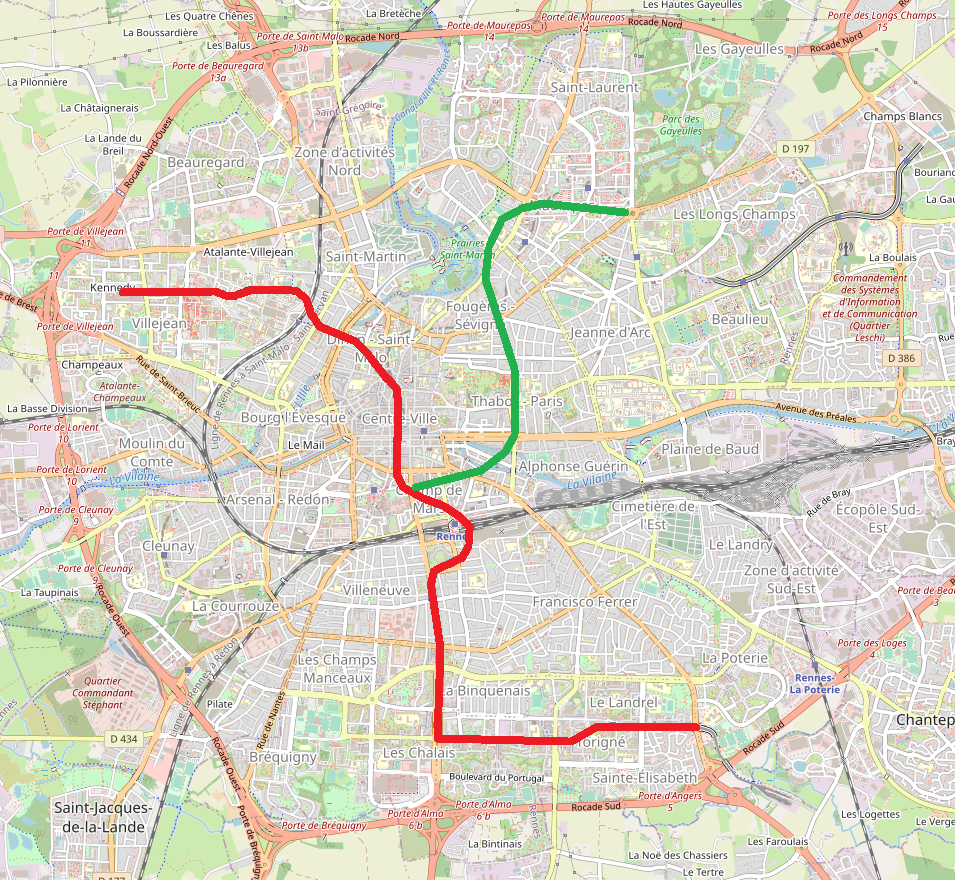
Le tracé de la 2e ligne de VAL (en vert) selon les études effectuées vers 1995.

Tracé géographiquement exact de la ligne B.

Dès les années 1980, l'idée d'une seconde ligne de transport en commun en site propre était évoquée dans les documents du projet remis par Matra, et bien que le mode de transport n'ait pas encore été choisi, la ligne y apparaissait comme « 2e ligne du VAL ».
Elle est évoquée comme une branche du tracé en « tau » de l'étude de la SOFRETU de 1989, finalement abandonnée en 1990 lors du choix du tracé de la première ligne.
Lors des élections municipales de 1995, l'idée réapparait comme une ligne à part entière avec un tracé qui devait contourner le centre-ville par le boulevard de la Duchesse Anne et croisant la première ligne à la station Charles de Gaulle sans desservir la place de la République et la gare,,. La fréquentation attendue n'était que de 15 000 voyageurs quotidien.
La seconde ligne revient à nouveau sur la table lors de la campagne des élections municipales de 2001, étant évoquée par le maire de Rennes de l'époque, Edmond Hervé.
Le 28 juin 2001, Rennes Métropole lance les études d'opportunité et de faisabilité sur l'extension de son réseau de transport en commun en site propre (TCSP),. En janvier 2002, c'est au tour de l'étude d'opportunité de débuter, accompagnée dès le 25 avril d'une concertation ; ces mêmes études s'achèvent en mars 2003 et permettent de déterminer les axes et modes de transport des nouvelles lignes (Ligne B, prolongement de la ligne A et axe est-ouest),. En mars 2002, la seconde ligne est décrite par Le Monde comme faisant 5 km et « pourrait desservir le quartier de la gare ou celui de Sainte-Anne à la cité universitaire Beaulieu ».
L'étude de faisabilité a comparé quatre tracés :
- scénario 1 : tracé de base ;
- scénario 2 : tracé de base + station au mail François-Mitterrand ;
- scénario 3 : tracé de base + desserte du quartier Saint-Hélier + desserte de Maurepas à trois stations ;
- scénario 4 : tracé de base + desserte du quartier Saint-Hélier + desserte de Maurepas à deux stations.

Le dernier point est l'implantation du garage-atelier où quatre sites ont été étudiés : La Maltière au sud-ouest, sur une parcelle au sud du parc des Gayeulles, sur une parcelle du campus de Beaulieu le long de l'avenue du Professeur Charles Foulon et à l'est des Champs-Blancs en pleine zone agricole. Les sites à Beaulieu et aux Gayeulles ont rapidement été écartés puis le site des Champs-Blancs a lui aussi été abandonné car il gênait le projet d'urbanisation du secteur, ne laissant que le site de la Maltière entre la rocade et le site militaire du Quartier Commandant Stéphan.
Le 10 juillet 2003, après deux années d'études comparatives avec d'autres modes de transport dont le tramway, le mode de transport et le tracé sont définis et le choix du métro est entériné, : le tracé retenu est le scénario 1 amendé par la desserte de Maurepas du scénario 4.
Le tramway a été à nouveau écarté car les mêmes problématiques concernant la desserte de la gare et l'étroitesse des rues du centre-ville se présentaient à nouveau, en particulier dans l'hypothèse d'une double correspondance — finalement retenue — à Gares et Sainte-Anne. Le 21 octobre 2004, une seconde concertation accompagnant cette fois ci les études de faisabilité est lancée. En 2006, la SEMTCAR est choisie pour être le maître d'œuvre de cette seconde ligne.
En octobre 2007, le dossier d'aide à la décision qui est une synthèse des études d'opportunité et de faisabilité est soumis aux élus de Rennes Métropole. En décembre 2007, le bilan de la concertation liée aux études de faisabilité est approuvé à l'issue de la seconde phase lancée en mars par Rennes Métropole et permet de figer l'intégralité du tracé, sauf à Beaulieu - Université et à Atalante où divers scénarios sont étudiés en parcours aérien, les riverains demandant quant à eux l'étude d'un tracé souterrain, certains scénarios proposant un passage en plein milieu du quartier des Longs-Champs,,.

### Cityval, une première mondiale

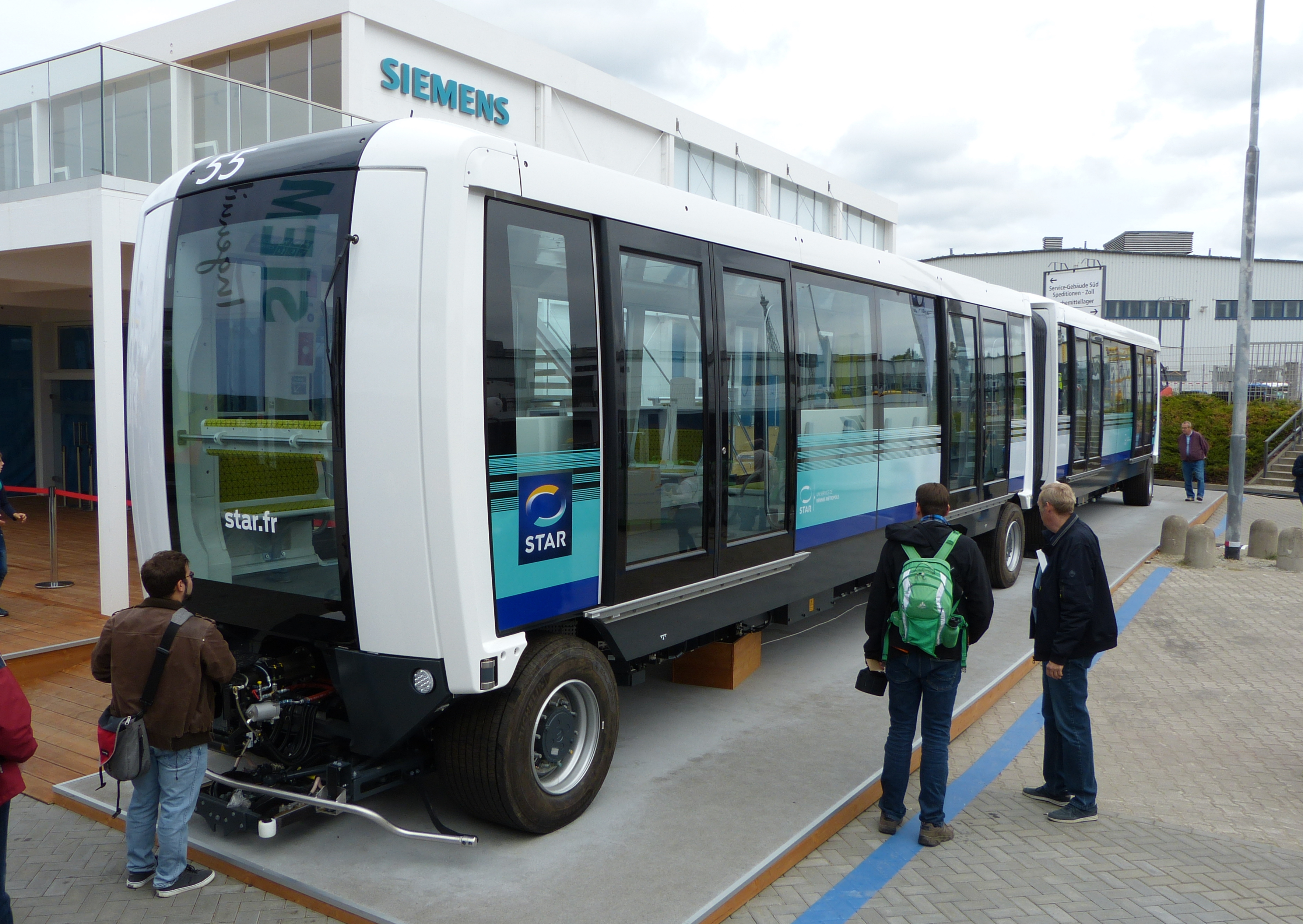
La rame no 55 exposée au salon InnoTrans à Berlin en 2018.

En 2008, la métropole engage une nouvelle phase de concertation en lien avec la phase d'études opérationnelles avec une démarche spécifique liée au tracé nord-est ; le 21 février, une étude de cadrage de génie civil est menée. Le 2 octobre 2008, l'appel d'offres mondial pour le choix du matériel roulant est lancé pour une durée de deux ans,. Entre octobre et décembre 2008, trois réunions ont lieu avec les entreprises et riverains du secteur Beaulieu-Champs Blancs pour définir le tracé de la ligne dans ce secteur avant la présentation publique de janvier 2009 ; l'association « Vivre aux Longs-Champs » s'oppose au tracé aérien en cœur de quartier en affirmant qu'« [imaginer] un métro en aérien au-dessus du plan d'eau… Ce n'est pas sérieux » tandis que Guy Jouhier, vice-président de Rennes Métropole délégué aux Transports rappelle que « ce qui n'est pas négociable, c'est que le métro aille de Beaulieu aux Champs-Blancs, au moindre coût ». Le collectif va notamment signifier son mécontentement par une manifestation organisée au sein de l'hôtel de Rennes Métropole.
Des carottages sont menés en 2008 puis en 2010 afin de scruter la composition des sols.
Les trois tracés spécifiquement étudiés, :
- variante « transports métropolitain » dessinée par les services techniques de Rennes Métropole et la SEMTCAR[33] : tracé à moindre coût au sud du quartier des Longs-Champs avec tronçon en viaduc, contournant le quartier des Longs-Champs par l'avenue des Buttes-de-Coësmes contrairement aux premiers tracés de 2007 ;
- variante « aménagement urbain » dessinée par l'architecte Dominique Brard[34] : variante du tracé précédent prenant mieux en compte les aménagements urbains à l'horizon 2040 en passant au nord de la rue du Chêne-Germain ;
- variante « habitants » dessinée par les riverains[35] : reprise du tracé de 2007 en cœur de quartier mais entièrement souterrain au lieu du viaduc.

Le tracé définitif est arrêté le 23 avril 2009 notamment par le choix du tracé dit « métropolitain » au nord-est,, pour un coût total estimé à 1 194 millions d'euros HT (valeur 2010).
Le 21 octobre 2010, le bilan de la concertation préalable est approuvé par Rennes Métropole. En novembre 2010, le Cityval, version du Neoval destinée au transport urbain, est retenu pour la ligne B, ce qui fait de la ligne B la première ligne au monde à faire appel au Neoval,. Le Cityval l'a emporté face au VAL du même constructeur équipant déjà la ligne A et au matériel construit par Bombardier Transport pour le SkyTrain de Vancouver tandis qu'Alstom et AnsaldoBreda n'ont pas donné suite et Hyundai Rotem et Mitsubishi n'ont pas répondu,. Le maître d'œuvre est désigné fin 2010.
Le nom de sept stations a été modifié par rapport au plan de nommage initial à la suite de la décision du conseil d'agglomération de Rennes Métropole du 17 février 2011 :
- Mermoz devient Saint-Jacques - Gaîté
- Puits Mauger devient Colombier
- Emmanuel Mounier - Gros-Chêne devient Gros-Chêne
- Le Gast devient Les Gayeulles
- Chateaubriand devient Joliot-Curie (puis rebaptisée Joliot-Curie - Châteaubriand en 2017[39])
- Belle Fontaine devient Atalante
- Champs Blancs devient Cesson - Viasilva

L'enquête publique a lieu du 12 décembre 2011 au 20 janvier 2012. Le 29 mars 2012, l'avant-projet est validé par Rennes Métropole.
Le 16 mai 2012, la commission d'enquête émet un avis favorable sur le projet, ouvrant ainsi la voie à la déclaration d'utilité publique par le préfet qui est prononcée le 31 août 2012. Deux réserves sont émises, dont une préconisant le prolongement de la tranchée couverte jusqu'en amont de la station Beaulieu - Université. Rennes Métropole annonce dans les semaines qui suivent adopter ces recommandations et déplacer le début de la section aérienne, initialement située rue Mirabeau, et construire le tunnel au niveau des secteurs du Gast et des Gayeulles au tunnelier plutôt qu'en tranché couverte, ajoutant 10 millions d'euros au coût total de la ligne.
En octobre 2012, l'association Muse dépose un recours devant le tribunal administratif de Rennes pour faire annuler la déclaration d'utilité publique et le choix du tracé aérien dans le quartier des Longs-Champs en pointant selon eux « l'absence de concertation, le tracé ayant été choisi avant les réunions d'informations » et les « nuisances visuelles, électromagnétiques et sonores ». Le recours a été rejeté en première instance en juin 2014 puis devant la cour administrative d'appel de Nantes en février 2015.
Le contrat définitif avec Siemens pour la fourniture des rames et des systèmes et automatismes liés d'une valeur de 178 millions d'euros, est signé le 1er octobre 2013.

### Début du chantier

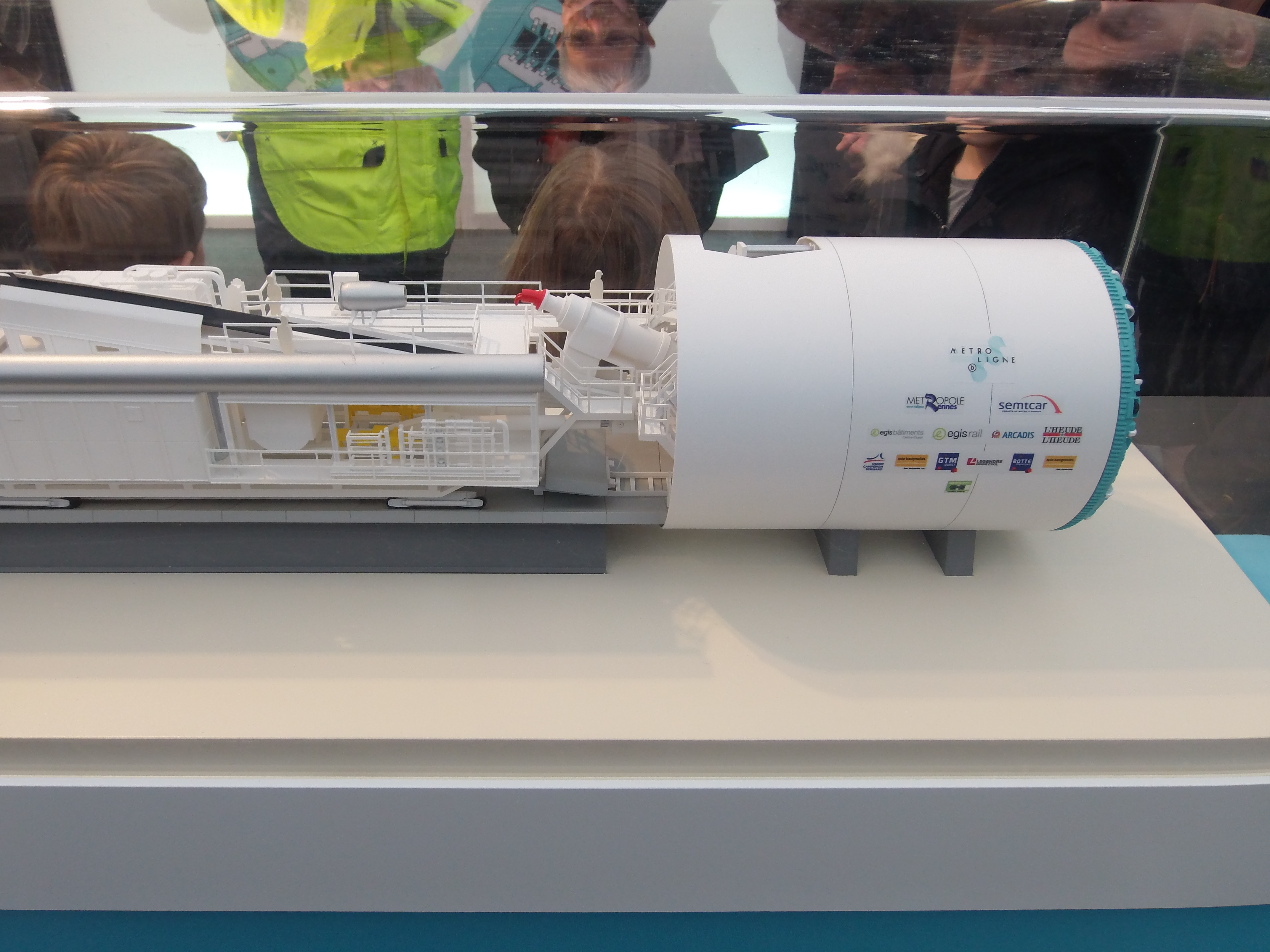
Maquette du tunnelier.

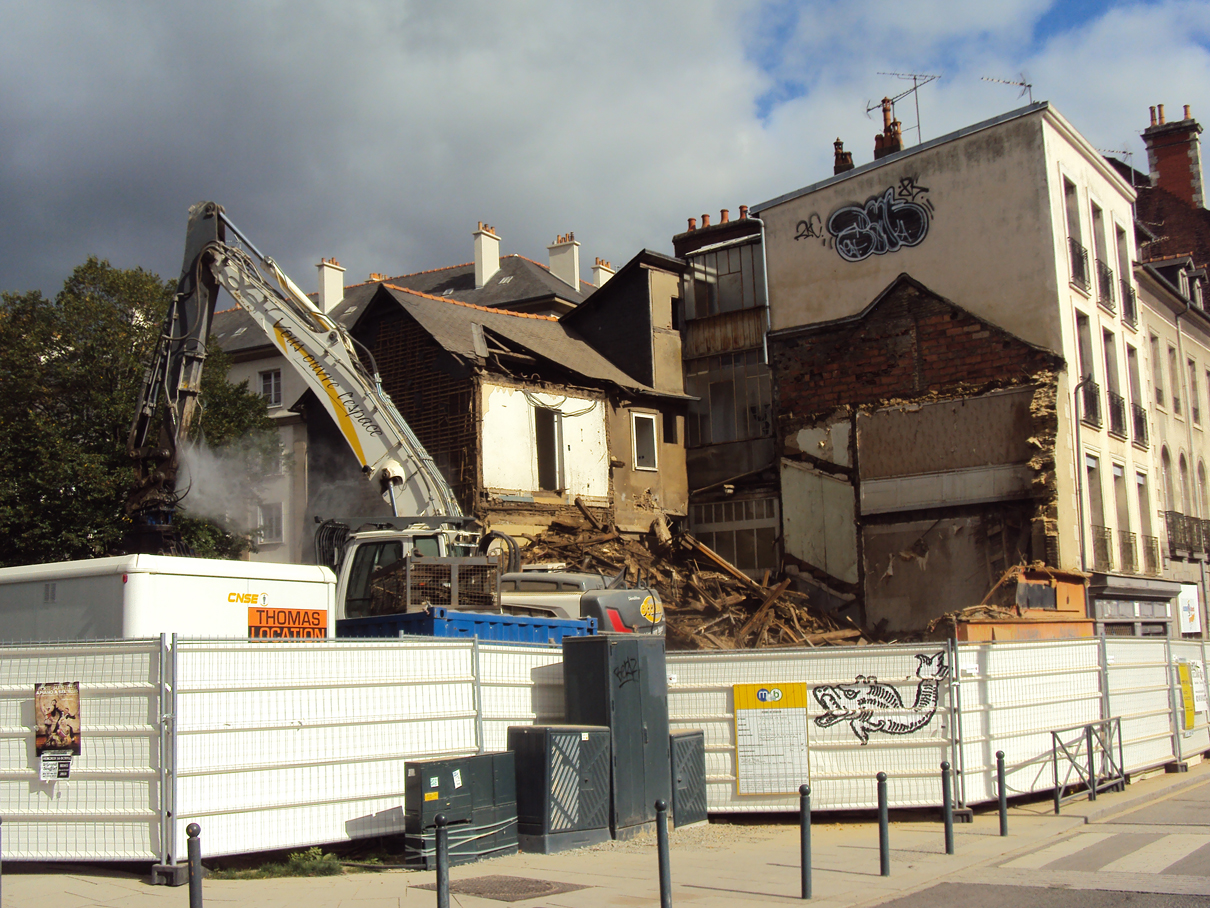
En 2013, l'îlot du « Chat qui pêche », en référence au bar du rez-de-chaussée, est détruit pour permettre la construction d'un accès de Saint-Germain.

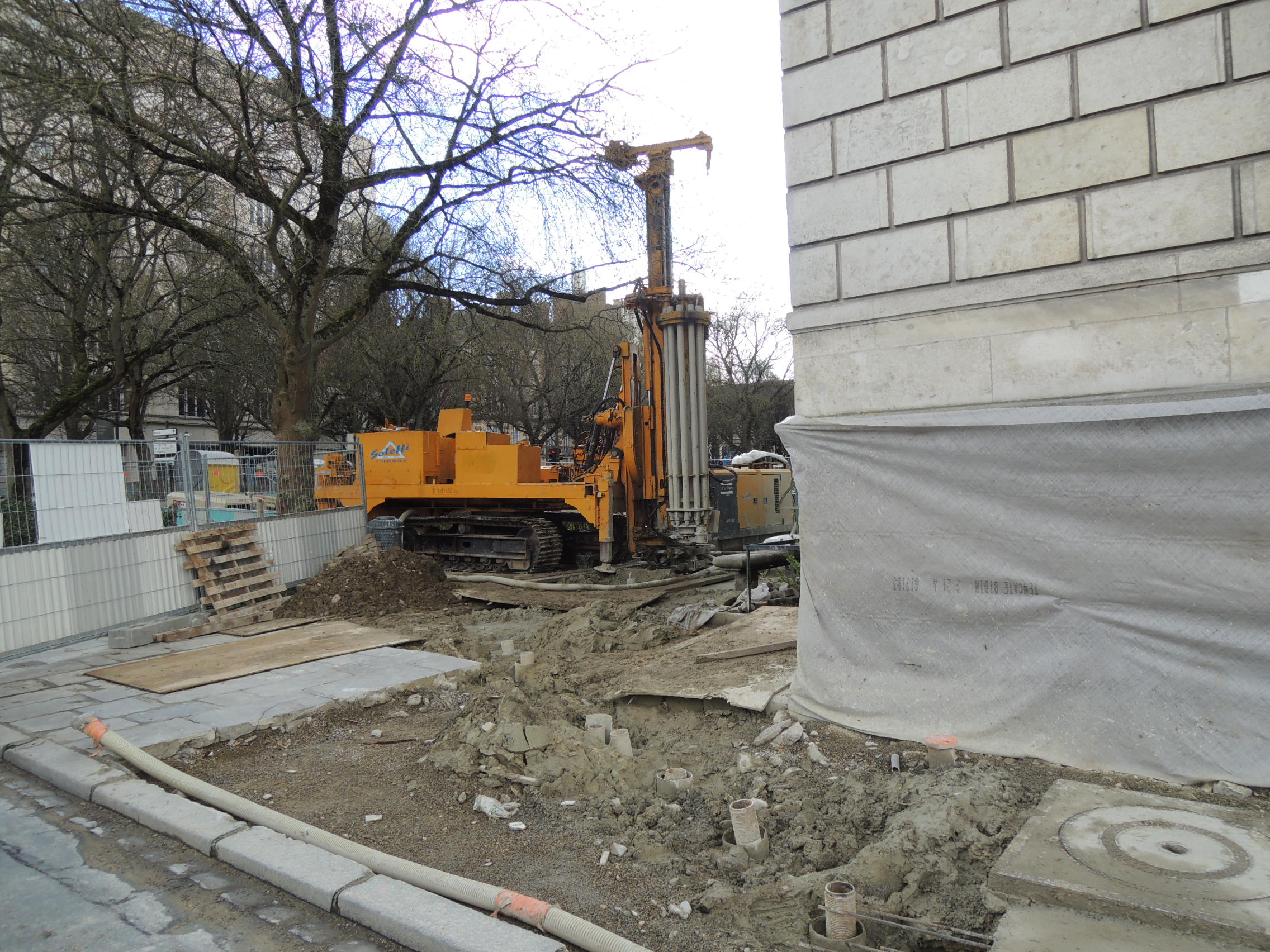
La construction du métro et le passage du tunnelier nécessite de renforcer les sols via l'injection de micropieux, comme ici à côté du musée des Beaux-Arts en 2016.

Les premiers travaux préparatoires pour les déviations de réseaux (eau, gaz, électricité, etc.) ont débuté le 3 septembre 2012 à Mabilais et à Colombier,. Une nouvelle phase de travaux préparatoires a débuté entre janvier et février 2013 sur l'esplanade de la gare, ainsi que sur le futur emplacement de la station Saint-Germain au pied de l'église du même nom. Au même moment, les travaux préparatoires démarrent place Sainte-Anne ainsi qu'autour du lycée Chateaubriand.
Le chantier est mené en lien avec d'autres projets tels les quartiers de La Courrouze, la reconstruction de l'immeuble de la place Sainte-Anne, détruit dans le cadre du projet, ou le pôle d'échanges multimodal de la gare de Rennes.
Des fouilles archéologiques préventives ont lieu en 2013 et, comme pour la première ligne, c'est le site de la place Sainte-Anne qui est riche en découvertes avec la mise au jour des tombes du cimetière de l'ancien hôpital Sainte-Anne, qui a fonctionné entre le XIVe et le XVIe siècle,. Entre 2014 et 2015 c'est au tour de la place Saint-Germain de révéler des vestiges médiévaux du XIIIe au XVe siècle, dans un état de conservation remarquable et des bâtiments détruits lors des bombardements de la nuit du 8 au 9 juin 1944,.
Après les travaux préliminaires en 2013, le chantier de la ligne B du métro débute dès janvier 2014 avec la construction des premières stations et le creusement du puits d'entrée du tunnelier.
Les techniques retenues pour la construction de la ligne, :
- Parois moulées : puits d'entrée du tunnelier, stations Cleunay, Saint-Germain et Gros Chêne et la tranchée couverte Sud (1,6 km) ;
- Pieux sécants, parois lutéciennes et parois clouées : puits Voltaire et Duhamel et station Saint-Jacques - Gaîté, La Courrouze, Mabilais, Colombier, Gares, Sainte-Anne et Joliot-Curie - Chateaubriand ;
- Blindage traditionnel : puits Vincennes et Lafond ;
- Parois berlinoise : stations Jules Ferry et Les Gayeulles et tranchée couverte Nord (1 km) ;
- Tunnel foré au tunnelier (8,650 km de long et 8,3 m de diamètre) ;
- Viaduc en béton précontraint.

Pesant 1 450 tonnes avec son disque de coupe, le tunnelier construit par Herrenknecht est acheminé en pièces détachées depuis Schwanau en Allemagne à l'aide de 70 camions entre l'été et le mois de novembre 2014,. Le disque de coupe a un diamètre de 9,44 m. Contrairement à Perceval, Élaine est loué à son constructeur par le groupement d'entreprises chargé du chantier.
Le tunnelier est nommé « Élaine », en référence à la nièce du roi Arthur dans la légende arthurienne, amoureuse de Perceval — dont le nom a été donné au tunnelier de la première ligne —, à la suite d'une consultation en ligne organisée par Rennes Métropole où les noms « Aggloval » et « Perceval 2 » furent proposés. Le baptême de la machine a lieu le 19 décembre 2014 en présence du Premier ministre, Manuel Valls, de la maire, Nathalie Appéré, du président de Rennes Métropole, Emmanuel Couet, et de la marraine du tunnelier, Karine. Le tunnelier démarre son excavation de plus de 8 km le 9 janvier 2015, depuis le quartier de la Courrouze ; et atteint sa destination début 2018, boulevard de Vitré.
Mesurant près de 100 mètres de long et deux fois plus puissant que Perceval, Élaine a été rallongée d'une vingtaine de mètres au cours du chantier par adjonction d'un concasseur en raison de la trop grande taille des déblais. Son couple de rotation est de 25 700 000 N m et nécessite une puissance de 3,2 MW sur les 5 MW nécessaires au fonctionnement de l'engin, pour une vitesse de rotation maximale de la route de coupe, d'un diamètre de 9,44 m, de 2,5 tours par minute,.
À l'instar de la ligne A et pour les mêmes raisons de sécurité, notamment au vu la longueur de plus de 800 m de certains tronçons, quatre puits descendant jusqu'au niveau du tunnel de circulation ont été creusés :
- Voltaire, entre les stations Cleunay et Mabilais (angle rue Eugène Pottier et boulevard Voltaire)[RM 5] ;
- Duhamel entre les stations Saint-Germain et Gares (parking de France Télévisions)[RM 6] ;
- Vincennes entre les stations Sainte-Anne et Jules Ferry (angle des rues de Vincennes et d'Antrain)[RM 7] ;
- Lafond, entre les stations Jules Ferry et Gros-Chêne (rue Lafond)[RM 8].

### Acteurs du chantier
Au total, 764 entreprises interviennent sur ce chantier, dont la moitié sont bretonnes ; en voici la liste des principales, choisies par appel d'offres entre 2013 et 2014 pour les ouvrages d'art,,, :
| Type                                | Lots | Entreprises (en gras, le mandataire)                                                                                          |
| ----------------------------------- | --- | --- |
| Gros œuvre                          | Lot 1 (Tunnel foré au tunnelier, stations de Cleunay à Les Gayeulles et puits de ventilation)                                       | Groupement Dodin Campenon-Bernard, Spie Batignolles TPCI, GTM Ouest, Legendre Génie Civil, Spie Fondations, Botte Fondations. |
| Gros œuvre                          | Lot 2 (Tranchée couverte sud et stations La Courrouze et Saint-Jacques - Gaîté)                                                     | Groupement solidaire Legendre Génie Civil et Angevin.                                                                         |
| Gros œuvre                          | Lot 3 (Tranchée couverte nord et station Joliot-Curie - Chateaubriand)                                                              | Groupement solidaire Demathieu Bard, Cardinal ETPO et DTP Terrassement.                                                       |
| Gros œuvre                          | Lot 4 (Viaduc et stations Beaulieu-Université, Atalante et Cesson - Viasilva)                                                       | Groupement solidaire Razel-Bec et Eiffage TP.                                                                                 |
| Second œuvre                        | Lot 5 (Aménagement intérieur des stations Mabilais, Colombier et Saint-Germain)                                                     | Groupement solidaire Eiffage Construction Ille-et-Vilaine, Renouard, Crlc et Volutique.                                       |
| Second œuvre                        | Lot 6 (Aménagement intérieur des stations Gares et Sainte-Anne)                                                                     | Groupement solidaire Eiffage Construction Ille-et-Vilaine, Renouard, Crlc et Volutique.                                       |
| Second œuvre                        | Lot 7 (Aménagement intérieur des stations Cleunay, Jules Ferry et Gros-Chêne)                                                       | Groupement solidaire Eiffage Construction Ille-et-Vilaine, Renouard, Crlc et Volutique.                                       |
| Second œuvre                        | Lot 8 (Second œuvre et aménagement des stations Saint-Jacques - Gaîté, La Courrouze, Les Gayeulles et Joliot-Curie - Chateaubriand) | Sogea Bretagne BTP |
| Gros et second œuvre                | Lot 9 (Gros œuvre et aménagement intérieur de la station Beaulieu-université)                                                       | Groupement Angevin Entreprise Générale et Angevin SAS.                                                                        |
| Gros et second œuvre                | Lot 10 (Gros œuvre et aménagement intérieur de la station Atalante)                                                                 | Groupement Angevin Entreprise Générale et Angevin SAS.                                                                        |
| Gros et second œuvre                | Lot 11 (Gros œuvre et aménagement intérieur de la station Cesson - Viasilva)                                                        | Groupement solidaire Cardinal et Cofely Axima.                                                                                |
| Gros œuvre                          | Lot 71 (Terrassements et voirie et réseaux divers du garage-atelier)                                                                | Groupement Barthelemey, Pigeon TP et Marc SA                                                                                  |
| Gros œuvre                          | Lot 72 (Gros œuvre, clos et couvert du garage-atelier)                                                                              | Groupement Legendre Génie civil et Legendre Énergie                                                                           |
| Second œuvre                        | Lot 73 (Second œuvre du garage-atelier)                                                                                             | Volutique |
| Gros et second œuvre                | Lot 101 (Gros et second œuvre du parc relais des Gayeulles)                                                                         | Groupement Angevin Entreprise Générale et Angevin SAS.                                                                        |
| Second œuvre                        | Lot 111 (Clos ouvert, divers et photovoltaïques du parc relais Saint-Jacques – Gaîté)                                               | Groupement Eiffage Construction Ille-et-Vilaine, Smac et DL Atlantique.                                                       |
| Système Cityval et équipements liés | | Siemens Mobility |
| Maître d'ouvrage                    | | Rennes Métropole |
| Mandataire du maître d'ouvrage      | | SEMTCAR |
| Maitrise d'œuvre                    | | groupement Egis Rail / Egis Bâtiments Centre Ouest / Arcadis / L'heudé et L'heudé                                             |
| Contrôle technique                  | | Apave |
| Coordonnateur SPS                   | | Presents |

Onze équipes d'architectes se sont occupées des quinze stations, des trois parc relais, du viaduc et du garage-atelier, choisis par appels d'offres européens en mars 2011,,,, :
| Ouvrage                                                                       | Architectes                                                        |
| ----------------------------------------------------------------------------- | ------------------------------------------------------------------ |
| Garage-atelier                                                                | L'Heudé & Associés Architectes                                     |
| Saint-Jacques - Gaîté (station), La Courrouze et Joliot-Curie - Chateaubriand | Laurent Gouyou-Beauchamps et Fabien Pédelaborde                    |
| Cleunay, Jules Ferry et Gros Chêne                                            | Susan Dunne, Berranger & Vincent Architectes                       |
| Mabilais, Colombier, Gares et Saint-Germain                                   | Atelier Zündel Cristea, Architram                                  |
| Sainte-Anne                                                                   | Canal Architecture avec Thierry Roty, 8’18’’ et Beterem Ingénierie |
| Les Gayeulles (station et parc relais)                                        | Atelier Schall                                                     |
| Beaulieu - Université et Atalante                                             | Anthracite Architecture, Alexandre & Massinon Architectes          |
| Cesson - Viasilva (station)                                                   | Anthracite Architecture                                            |
| Saint-Jacques - Gaîté (parc relais)                                           | Tetrarc Architecture                                               |
| Cesson - Viasilva (parc relais)                                               | Ateliers O-S Architectes                                           |
| Viaduc                                                                        | Lavigne & Chéron Architectes                                       |

L'identité visuelle architecturale, soit les bases communes entre les stations telles l'organisation des flux de circulation, est assurée par le groupement Thierry Roty,.

### Élaine, un travail moins mouvementé que pour Perceval

Logo du projet.

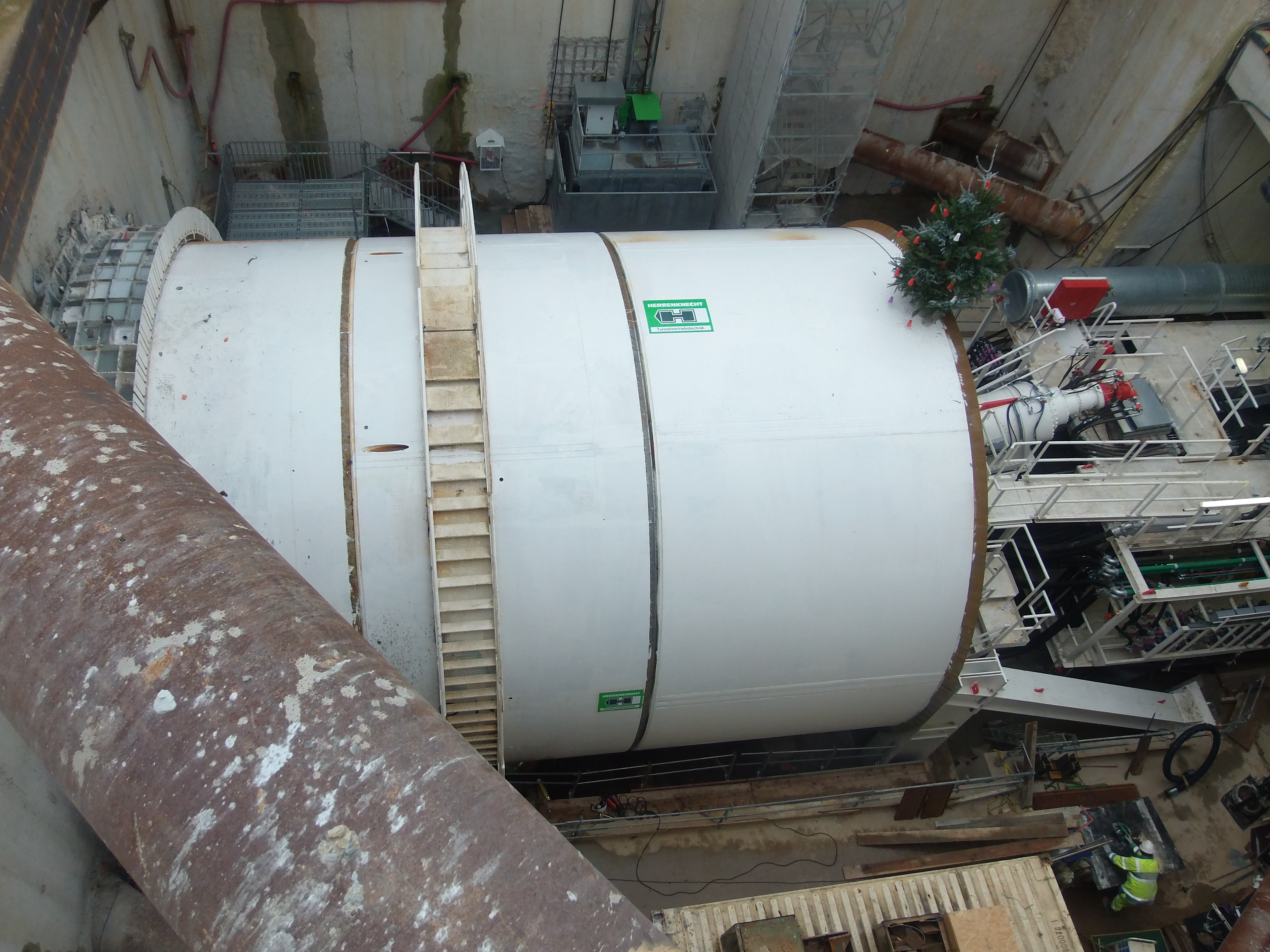
Le tunnelier Elaine.

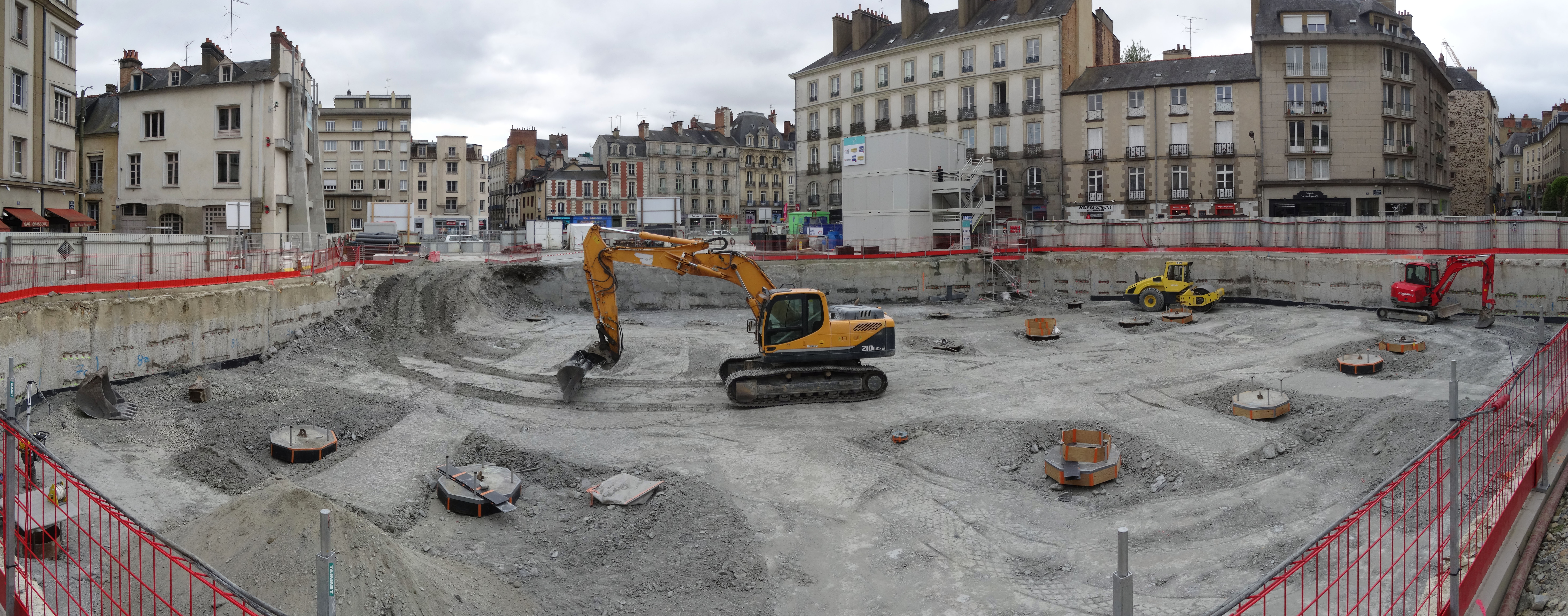
Travaux sur la future station Saint Germain en mai 2015.

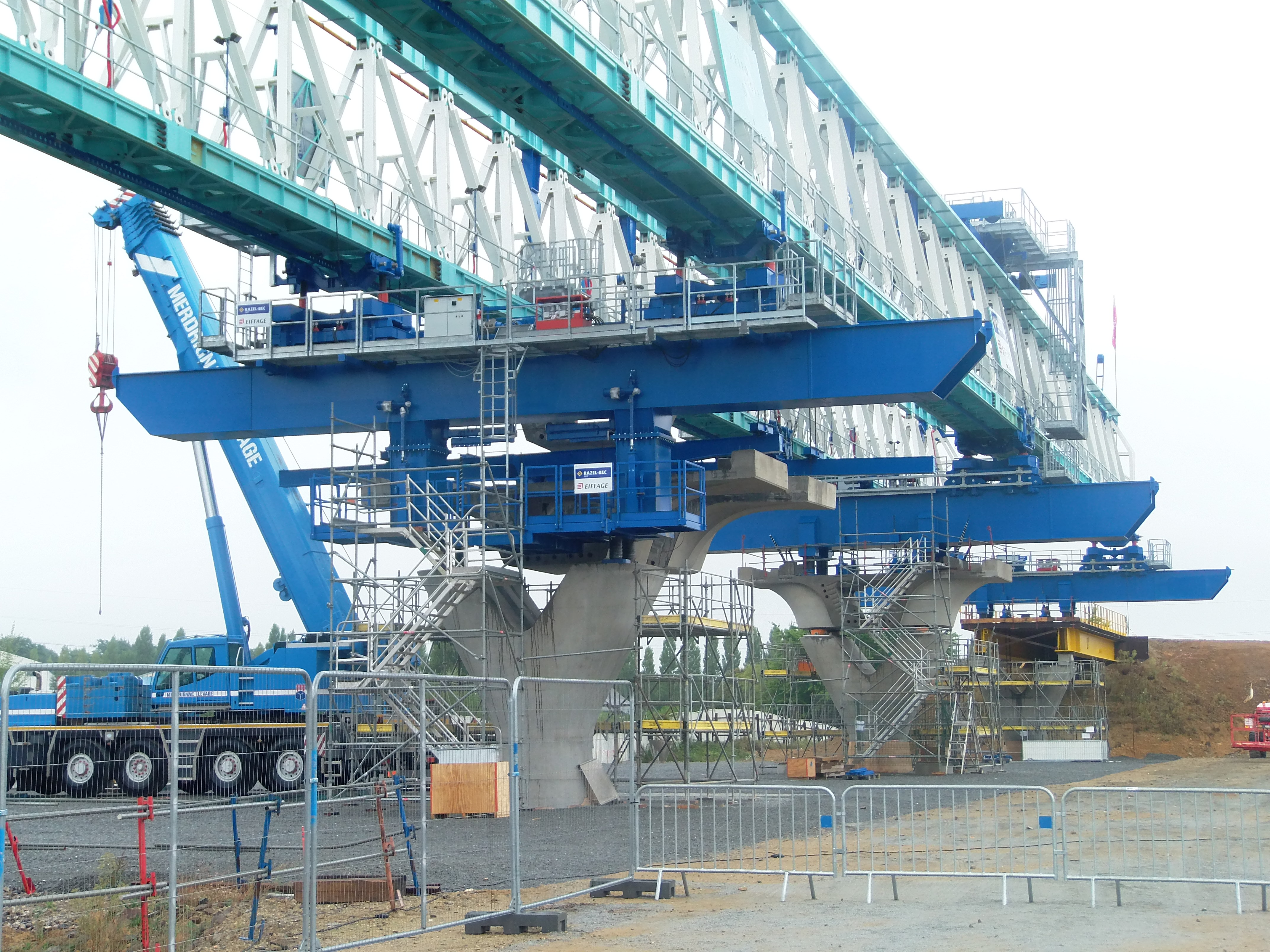
Montage du viaduc en 2016 : On voit les piliers avec chacun un morceau du tablier posé via la poutre de lancement.

En mars 2015, plusieurs faiblesses dans le sol sont détectées par le tunnelier, entraînant un petit affaissement de terrain et l'évacuation d'une maison à Cleunay. Le mois précédent, des murs de la basilique Notre-Dame-de-Bonne-Nouvelle, place Saint-Anne, se fissurent du fait des vibrations causées par le creusement de la seconde station en raison de l'utilisation d'un brise-roche hydraulique (remplacé par une pelle équipée d'une fraise rotative),. À partir de mai 2015, le creusement du tunnel met au jour des filons d'antimoine, dont le transport et le stockage vers des sites dédiés devrait entraîner un surcoût de près de huit millions d'euros et cinq mois de retard sur le calendrier initial,.
En juillet 2015, une habitante du quartier de Cleunay note l'apparition de 15 fissures sur sa maison et les fait constater par un huissier, affirmant qu'elles sont liées au passage du tunnelier ; le tribunal administratif de Rennes lui donne raison en 2020 et fait condamner Rennes Métropole, la SEMTCAR et Dodin Campenon-Bernard à lui verser près de 15 600 euros de dommages et intérêts.
Le second œuvre (aménagement intérieur) débute en 2016, entre autres par le garage atelier de Saint-Jacques-de-la-Lande.
En juin 2016, le passage du tunnelier à proximité du lit de la Vilaine a provoqué l'apparition, sans autre incidence, de bulles à la surface de l'eau constituées de l'air comprimé envoyé par la machine afin d'éviter l'affaissement du terrain.
La construction du viaduc de 2,4 km de long, un des dix plus longs ponts de France et le plus long en milieu urbain accueillant les trois stations aériennes entre Rennes et Cesson-Sévigné a commencé vers mai 2016 par la réalisation des 70 piles en forme de « X » ou de « Y », puis du tablier à partir d'octobre 2016, à raison de 100 mètres par mois : un chantier de près de deux ans afin d'assembler les 973 voussoirs de 70 tonnes chacun, le tout grâce à une poutre de lancement, construite par la firme italienne DEAL, et qui lui est restituée à la fin du chantier,,,. En juillet 2017, soit environ un an après le début du chantier, 800 des 2 400 mètres du viaduc ont été construits. La pose s'est alors  accélérée après la période de rodage, le chantier a atteint son rythme de croisière.
Théâtre de plusieurs accidents plus ou moins graves, le chantier ne s'est heureusement jamais révélé fatal. En août 2014, un automobiliste rentrant d'une rave party est tombé dans un trou de 7 mètres sur le chantier de la station Mabilais, il est désincarcéré par les pompiers et hospitalisé,. Le second s'est produit fin novembre 2015 où un ouvrier a été happé par une fraise rotative dans la future station Sainte-Anne, causant l'amputation de sa jambe gauche,. Deux entreprises ont été condamnées en 2024 pour avoir fait travailler quatre ouvriers dont celui amputé dans des conditions dangereuses. Le troisième a eu lieu en février 2016 à la future station Joliot-Curie - Chateaubriand, au cours duquel un ouvrier a lourdement chuté sur un treillis métallique.
En novembre 2016, un nouvel incident en lien avec les travaux du métro a eu lieu, voyant l'effondrement du plancher d'un magasin de déstockage Noz de la rue de Saint-Malo sur près de 15 m2, alors que le tunnelier creusait à son niveau. Trois personnes sur les quatre entraînées dans le trou — d'une profondeur de deux à trois mètres — furent légèrement blessées, entraînant l’arrêt du chantier et l'évacuation de deux immeubles voisins par crainte d'un nouvel effondrement,. Des sondages ont mis en évidence la présence d'un ancien puits qui est la cause de l'effondrement et dont le comblement par injection de béton a permis aux riverains de réintégrer leurs logements ; d'autres travaux de consolidations ont été nécessaires avant de relancer Élaine. Après avoir été remise en marche le 20 décembre 2016 pour libérer la zone affectée, il est annoncé en février 2017 qu'il reprendra son travail un mois plus tard, afin de consolider le tronçon de 70 mètres devant la machine en complément des travaux de consolidation réalisés au cours des mois précédents, ce qui n'a aucun d'impact sur le reste du chantier (tronçon aérien, gros-œuvre des stations, etc.),. Finalement, le tunnelier redémarre le 4 avril 2017, au prix d'évacuations de logements par application du principe de précaution.
En juin 2017, le collectif Brezhoneg e Bro Roazhon (en français : du breton dans le pays de Rennes) organise une manifestation pour réclamer que la ligne soit intégralement bilingue, en rappelant que la ville a signé en 2015 la charte Ya d'ar brezhoneg et prenne exemple sur le tramway de Brest où les annonces sonores se font en français et breton. La métropole réagit en annonçant que la signalétique de plusieurs stations, sans préciser lesquelles, est trilingue (français, anglais et breton).
La première rame est livrée le 20 juin 2017, permettant de commencer les premiers essais en octobre 2017 sur un tronçon de 300 m au garage-atelier — la voie est posée en septembre —, puis jusqu'à la station La Courrouze en 2018 et enfin sur la totalité de la ligne en 2019,,, pour une mise en service prévue en 2020. En juillet 2017, 800 des 2 400 mètres du viaduc ont été construits. Le chantier est émaillé durant l'été 2017 par deux incidents : à la station Jules Ferry, un ouvrier est blessé au thorax après avoir été coincé sous un fardier. À la station Cleunay, des ouvriers ont utilisé leur droit de retrait en raison de dégagements de poussières importants venant du tapis roulant servant à évacuer les déblais,.
En juillet 2017, la station Joliot-Curie devient Joliot-Curie - Chateaubriand afin de mieux indiquer qu'elle desservira les deux lycées voisins, ce changement est critiqué car il ne respecte pas, selon ses détracteurs, le nom adopté en 2011 en concertation avec les usagers.
En décembre 2017, 1 700 des 2 400 m du viaduc sont construits, soit 70 % de sa longueur totale.
Le mois de février 2018 voit arriver deux étapes symboliques du chantier avec l'achèvement de la pose du tablier le 20 février puis du creusement du tunnel à l'aide du tunnelier Élaine le 28 février,,.
Contrairement à Perceval en son temps, Élaine n'est pas démantelé sur place mais démonté et renvoyé en Allemagne où certaines parties seront réutilisées, et sa roue de coupe sera fondue. Seule la partie motrice centrale a été conservée, ainsi que divers équipements tels la cabine de pilotage, le caisson de survie, des pièces de moteurs ou encore les tapis roulants.
En mars 2018, le choix de ne pas faire d'ascenseurs directs (configuration utilisée pour la station République de la ligne A notamment) entre la surface et les quais sur dix des quinze stations de la ligne, les dix stations les plus profondes et possédant plusieurs niveaux, est critiqué par le collectif Handicap 35 qui estime que cette configuration nuit à l'accessibilité pour les personnes à mobilité réduite. Rennes Métropole se justifie en expliquant que cette configuration a pour objectif de dissuader les usagers valides de les utiliser et par conséquent, de les laisser libre pour les personnes à mobilité réduite.
Les essais au garage-atelier ont débuté en juillet 2018.
La pose de la voie et des équipements liés en pleine ligne par Siemens débute en septembre 2018, permettant de débuter les essais en ligne en fin d'année jusqu'à la station La Courrouze,. Effectués d'abord en mode manuel, les essais sont menés en pilotage automatique à partir de l'automne 2019, en même temps que le début des essais sur l'intégralité du tracé.

### Une mise en service maintes fois retardée
La formation du personnel et la marche à blanc devaient débuter à la fin de l'été 2021 après que « 2 000 tests techniques ont été réalisés [au 23 juillet 2021], dont 1 600 sur le matériel roulant et 400 sur l’intégration générale du système de transport » selon Siemens.
La mise en service de la ligne était initialement prévue pour l'automne 2020, puis a été repoussée au 21 décembre 2020,, au printemps 2021, puis à la fin juin 2021,au 1er trimestre 2022, et enfin à une date inconnue.
Ces reports sont dus non seulement à l'arrêt des travaux liés au confinement et à la pandémie de Covid-19 en France mais aussi à des problèmes sur les rames construites par Siemens.
La mise en service est, en décembre 2021, espérée pour fin avril ou fin mai 2022 après six à huit semaines de marche à blanc opérée par le délégataire Keolis Rennes, une fois les tests de Siemens terminés. La marche à blanc a débuté le 14 mars 2022 avec deux mois de retard, tandis que l'échéance d'une mise en service fin avril ou fin mai est maintenue. Le 5 avril 2022, la présidente de Rennes Métropole Nathalie Appéré révèle des problèmes lors de la marche à blanc, notamment sur le guidage des nouvelles rames Cityval. Néanmoins, il serait selon elle possible de maintenir l'ouverture entre fin avril et fin mai 2022. En avril 2022, la mise en service est précisée pour la fin du mois de mai 2022.
En avril 2022, Nathalie Appéré exprime ses doutes quant à la capacité de Siemens à tenir les délais, bien que des réunions techniques prévues mi-mai 2022 devaient permettre d'affiner le calendrier.
Le 10 mai 2022, Siemens officialise un nouveau report dû à des problèmes techniques « complexes à résoudre », et renvoie à juin 2022 pour l'annonce d'une nouvelle date de mise en service avec de sérieux doutes sur une mise en service pour l'été,.
Le 13 juillet 2022 à Beaulieu - Université, Siemens a invité des étudiants et des jeunes actifs à tester en conditions réelles la solidité des rames dans des conditions s'approchant de celles d'un retour de match ou d'une fête de la musique (saut sur les banquettes, coups de pied sur les portes, etc.), aucune faiblesse majeure n'a été remontée : seules quelques déformations et une vitre cassée ont été constatées.
En juillet 2022 toujours, Rennes Métropole et Siemens annoncent l'ouverture de la ligne le 20 septembre 2022 avec 21 rames, la date est confirmée le 24 août 2022 par la présidente de Rennes Métropole tout comme sa gratuité lors de sa première semaine d'exploitation ; la restructuration du réseau de bus liée à cette mise en service sera en revanche décalée d'un mois : le 24 octobre 2022,.
La ligne B est finalement mise en service comme prévu le 20 septembre 2022 à 5 h 8 après que la maire et présidente de Rennes Métropole, Nathalie Appéré, a appelé le PCC depuis la borne d'appel du quai de Saint-Jacques - Gaîté pour s'assurer de la mise en route de la ligne, qui est inaugurée le jour même. Une cérémonie a lieu en fin de matinée dans le quartier de la Courrouze en présence de Nathalie Appéré, de ses prédécesseurs Edmond Hervé, Daniel Delaveau, d'Emmanuel Couet pour Rennes Métropole et du ministre délégué chargé des Transports, Clément Beaune,. Les élus métropolitains étaient présent dès les premières heures de service, accompagnés d'Erminig la mascotte du Stade rennais Football Club.
Pour sa première journée d'exploitation, la ligne assure 120 000 voyages, soit 10 000 de plus que l'objectif quotidien visé en année pleine,. Rennes est alors l'une des plus petites villes au monde à disposer de deux lignes de métro. La semaine inaugurale s'accompagne d'expositions revenant sur le chantier et présentant le nouveau réseau de bus, de concerts et de spectacles aux quinze stations de la ligne.
La mise en service s'est effectuée avec 24 rames disponibles sur les 25, cette dernière a été mise en service plus tard.

### Bilan du chantier et de la mise en service

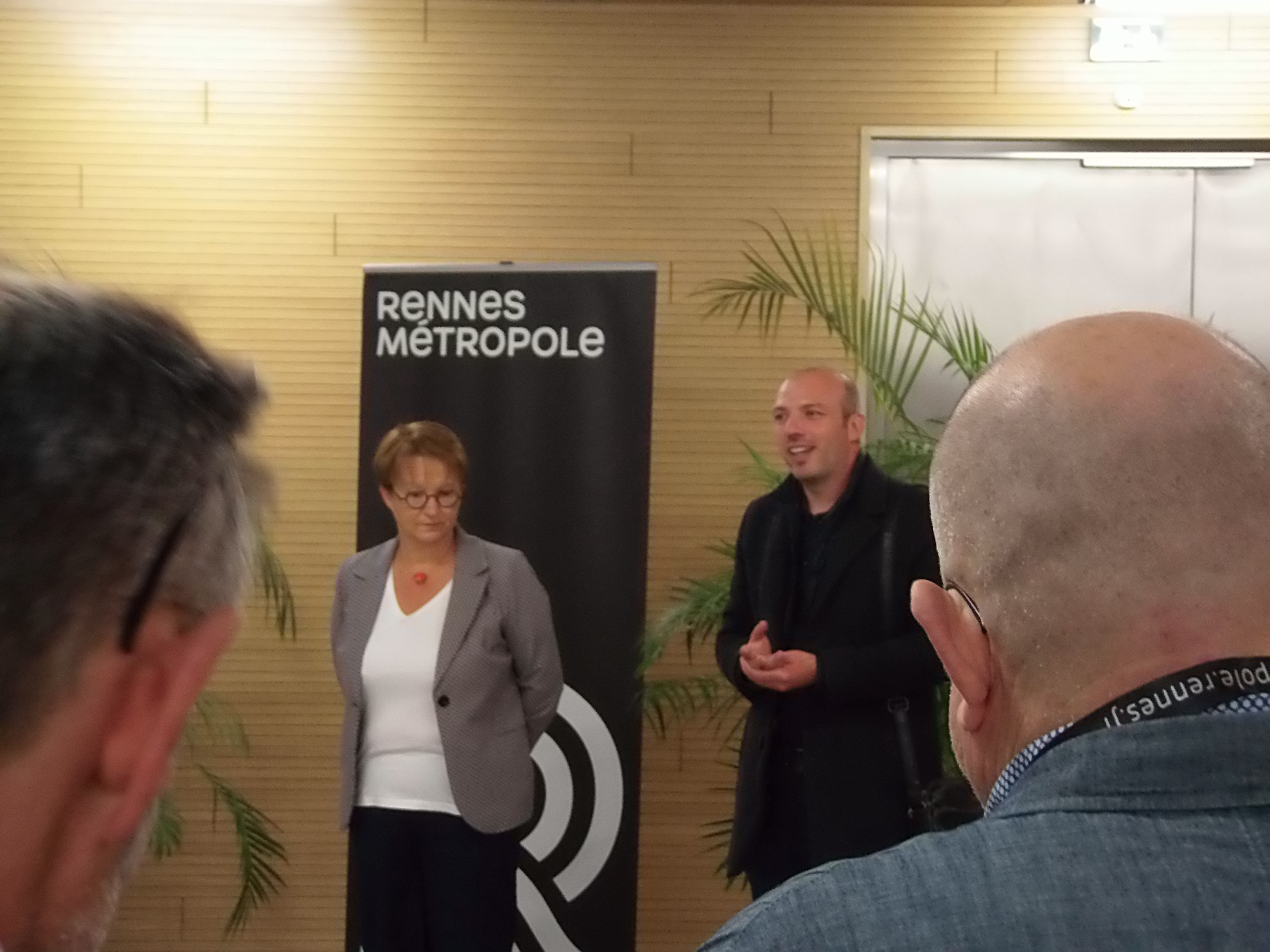
La présidente de Rennes Métropole Nathalie Appéré et le président de la SEMTCAR Matthieu Theurier prononcent un discours à Les Gayeulles le jour de l'ouverture de la ligne B.

Le coût global du projet s'élève en fin de chantier à 1,342 milliard d'euros hors taxes. En janvier 2010, cette valeur était de 1,291 milliard, financés pour 1,071 milliard par Rennes Métropole, 220 millions de subventions dont 90,66 millions de l'État. Rennes Métropole se finance via son budget alloué aux transports et à la hausse du versement transport, augmenté à 1,95 % en 2012 et 2 % en 2014.
Le projet est, selon les chiffres de 2010, autofinancé à plus 40 % et à moins de 40 % par l'emprunt. Deux emprunts d'un montant total de 500 millions d'euros ont été contractés par la métropole, à rembourser d'ici 25 à 30 ans, soit jusqu'en 2049.
764 entreprises, dont la moitié sont bretonnes ont été mobilisées sur ce chantier. Plus d'un milliard d'euros a été versé aux entreprises, répartis pour 29 % aux entreprises bretonnes et 56 % aux entreprises nationales et franciliennes, en raison de la nature des travaux impliquant des savoir-faire spécifiques, soit 560 millions d'euros. 7 550 équivalents temps plein ont été nécessaires et 451 contrats d'insertion ont été créés.
La mise en service de la ligne B a accentué la fréquentation de la ligne A, qui est monté de 125 000 à 140 000 voyageurs par jour, notamment grâce aux deux stations de correspondance entre les lignes (Gares et Sainte-Anne).
Entre les stations Atalante et Beaulieu - Université, la vitesse des rames a été limitée fin 2022 en raison de défauts sur les joints de dilatation du viaduc, ayant nécessité de poser des plaques par dessus au niveau des pistes de roulement. Des travaux de réparation sont menés en mars 2023. Les annonces sonores ont aussi été marquées par des bugs en début d'exploitation, le système annonçant les mauvaises stations ou se trompant de sens de circulation.
En outre, le roulement sur voie béton et non en fer comme pour la ligne A provoque des vibrations plus prononcées mais qui se résorberaient avec le temps et l'usure qui devrait réduire la rugosité et le système de guidage central et non latéral provoque plus de roulis. Les amortisseurs ont été remplacés fin 2022, ce qui a amélioré sensiblement le confort mais la finition de la piste de roulement peut toujours provoquer des vibrations résiduelles,. Le passage des rames sur le viaduc est source de nuisances sonores selon certains riverains du quartier des Longs Champs. La métropole s'engage à l'automne 2024 à « faire des mesures de l'impact bruit de différentes vitesses de rames au niveau du viaduc » et pourrait faire diminuer la vitesse des rames si cela s'avère nécessaire.

### Incidents techniques et fermetures de 2023-2024

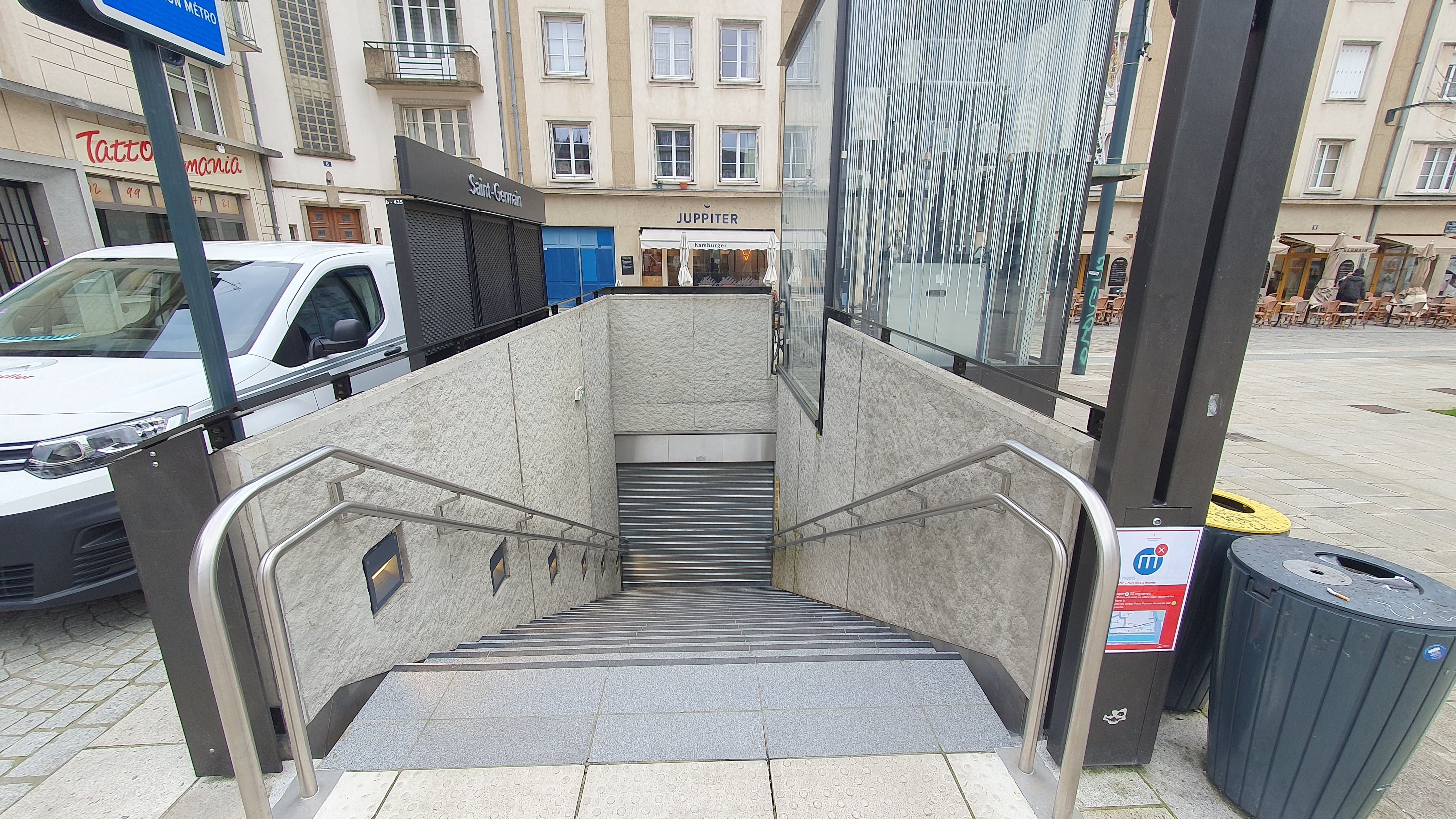
L'accès aux stations (ici, Saint-Germain) est fermé au public lors des mises à l'arrêt de 2023 et 2024.

#### Incendies en novembre 2023
Le 18 novembre 2023 peu avant 19 h, un incendie d'origine accidentelle se déclenche dans la sous-station électrique du garage-atelier de La Maltière et provoque l'interruption complète de la ligne,. Les dégâts matériels sont importants, malgré l'intervention des pompiers qui éteignent le feu en 20 minutes. Le courant fort qui alimente les trains et le courant faible qui sert aux automatismes sont détruits. De ce fait, l'alimentation électrique du tronçon entre le garage-atelier et le terminus de Saint-Jacques - Gaîté est impossible. En parallèle, des problèmes de communication avec le poste de commande centralisé ont été constatés et un freinage d'urgence a eu lieu sur un train juste avant le départ du feu. La rame en question, circulant entre Cesson - Viasilva et Atalante, aurait présenté selon des témoignages rapportés par Le Télégramme un tangage excessif amplifié par l'accélération de la rame, déclenchant un freinage d'urgence, suivi d'un redémarrage à faible vitesse pour s'arrêter à la station suivante, débarquer les passagers et repartir à vide au garage-atelier,.
La ligne est par conséquent remplacée par un service de bus-relais jusqu'à nouvel ordre,. Un système d'alimentation électrique temporaire est mis à l'étude afin de faire reprendre le trafic, mais aucun calendrier n'est communiqué avant le 27 novembre 2023. Le 28 novembre, les représentants de Rennes Métropole, Keolis Rennes et Siemens Mobility annoncent que la ligne ne rouvrira pas avant le 18 décembre, sous réserve de l'autorisation du STRMTG, après la construction d'une infrastructure électrique temporaire, une marche à blanc et la révision de l'ensemble des rames, à raison de deux par jour,,.
Lors d'un point de situation le 15 décembre, les représentants de Keolis et de Rennes Métropole expliquent que la reconstruction des systèmes électriques a été réalisée et indiquent que leur mise sous tension le 13 décembre a eu lieu « avec succès ». Ils annoncent que la remise en service de la ligne B n'aura cependant pas lieu avant le 22 décembre. À cette occasion, le directeur général de Keolis Rennes apporte de nouveaux éléments concernant la rame ayant subi un freinage d'urgence et qui restera remisée lors de la reprise du trafic : lors du retour à vide du train vers La Maltière, un élément métallique situé sous le troisième essieu aurait touché l'un des deux rails assurant le guidage et l'alimentation électrique, provoquant un court circuit qui aurait pu déclencher l'incendie, mais cette hypothèse reste toutefois à confirmer selon la représentante de Siemens.
La marche à blanc débute le 16 décembre avec huit rames, puis reprend deux jours plus tard avec une augmentation progressive du nombre de trains, Keolis restant en attente de la validation de son dossier de sécurité par le STRMTG. Parallèlement, une partie des chauffeurs de bus entame à partir du 17 décembre un mouvement de grève à l'appel de deux syndicats minoritaires de l'entreprise, afin de réclamer une prime exceptionnelle en raison de la forte hausse d'activité induite par la fermeture de la ligne et la mise en place des bus-relais. En outre, les usagers du STAR font part d'un mécontentement croissant, relayé par l'Association des usagers des transports en Ille-et-Vilaine (AUTIV) et qui atteint des sommets lors du match de football entre le Stade rennais et Villarreal le 14 décembre.
Après l'accord des services de l'État, la ligne rouvre comme prévu le 22 décembre 2023, l'offre du côté des bus revenant à la normale deux jours plus tard avec un réseau gratuit les 23 et 24 décembre,. La grève des chauffeurs de bus s'arrête dans le même temps après avoir obtenu un accord pour la prime exceptionnelle qu'ils demandaient. L'arrêté préfectoral « soumettant la remise en service de la ligne B du métro de Rennes Métropole à l'autorisation du Préfet » publié le 12 janvier 2024 et faisant suite à la seconde panne précise que la première panne est due au desserrage de l'écrou de pivot des rames ayant entrainé la chute de la pièce métallique sur les rails d'alimentation et le court-circuit ainsi qu'un « déguidage » de la rame no 56, qui peut-être synonyme de déraillement mais qui reposait en l'espèce sur des vibrations anormales sans sortie de voie,. Le poste de redressement incendié ne sera reconstruit de façon définitive qu'en 2026.

#### Casse d'une pièce en janvier 2024
Le 3 janvier 2024, l'exploitation de la ligne est de nouveau interrompue. Après que la rame no 66 a effectué un freinage d'urgence à 7 h 20 en partant de Saint-Jacques - Gaîté, Keolis annonce que la ligne ne fonctionnera pas de la journée, afin de procéder aux investigations techniques pertinentes. Le système des bus relais est donc réactivé, et Keolis Rennes indique le lendemain que la remise en service de la ligne est reportée sine die.
Cette panne, comme la première, est liée au desserrage d'un écrou de pivot d'un bogie et à une situation de « déguidage ». L'exploitant indique que la ligne ne sera pas relancée sans solution pérenne pour empêcher ce desserrement,. Lors de la conférence de presse organisée le 9 janvier, Nathalie Appéré fait savoir que la ligne restera à l'arrêt jusqu'au remplacement de cette pièce sur les quatre bogies des 25 rames, et ce avant même la fin de l'expertise technique. Elle en profite pour revendiquer, au nom de ses prédécesseurs, le choix du Cityval, qui fait alors l'objet de critiques. Le directeur général de Keolis dévoile que l'exploitant du réseau travaille sur une réorganisation de l'offre de bus afin de la rendre plus performante et qui est mise en place au cours du mois de février.
Certains observateurs jugent alors trop optimiste l'annonce par la présidente de Rennes Métropole d'une réouverture en avril 2024 selon Ouest-France. Les quatre premiers bogies remis à neuf sont montés sur une rame courant mars 2024 tandis que le chômage partiel d'une partie des salariés est prolongé jusqu'au 19 mai, date à laquelle il prend fin, signe que la date de mise en service annoncée initialement ne sera pas tenue.
Le 24 avril 2024, l'exploitant annonce qu'une rame remontée a pu commencer les essais techniques. Un rythme de trois trains remontés par semaine doit permettre une réouverture au mieux à la fin du mois de juin. Après plusieurs mois de communication en pointillés Siemens confirme le 13 mai 2024 le remplacement des écrous à crans par des écrous à friction,.
La marche à blanc sur la totalité de la ligne débute le 12 juin 2024. L'autorisation de reprise est délivrée par le STRMTG sept jours plus tard et la préfecture publie le 20 juin l'arrêté d'autorisation d'exploitation. Rennes Métropole annonce à 10 h le même jour la remise en exploitation de la ligne à midi, avec 16 rames sur 25, au lieu des 18 initialement annoncées,,. Les rames restantes sont progressivement remises en service, après une marche à blanc conduite en même temps que le service commercial où 2 500 km sont parcourus par rame, la remise en service de la dernière rame — la no 66 à l'origine de l'interruption et utilisée pour pièces — est attendue à l'automne,,. La reprise du service se fait sous surveillance renforcée des services de l'État, des vérifications plus fréquentes de tout ou partie du matériel roulant étant programmées,,. L'offre de bus de remplacement reste en place jusqu'au 7 juillet 2024.

### Usure prématurée du galet de guidage
Depuis sa mise en service, la ligne B est victime d'arrêts d'exploitations en raison de l'usure prématurée de la membrane en élastomère autour du galet de guidage de la rame sur le rail, qui peut s'effriter et ainsi provoquer la mise en sécurité du système. Déjà partiellement en cause pour les retards de mise en service de la ligne, la solution apportée à l'époque par Siemens s'avère insuffisante.
Ainsi pas moins de neuf interruptions significatives, de plus de 30 minutes, ont affecté la ligne sur les mois qui ont suivi la réouverture à l'été 2024, dont trois en une semaine en novembre 2024. De nouveaux matériaux sont étudiés par Siemens pour remplacer les galets défectueux.

### Projets abandonnés

Extensions du métro autrefois envisagées pour après 2022, avec les prolongements à Saint-Jacques-de-la-Lande (en bas, à gauche) et Cesson-Sévigné (en haut, à droite).

Jusqu'en 2019, des projets de prolongement de la ligne ont été étudiés, mais ont finalement été abandonnés au profit de la création d'un réseau de bus à haut niveau de service (« Trambus »),, : 
Le premier consistait à prolonger la ligne depuis Cesson - Viasilva vers le quadrant nord-est, la dernière grande réserve d'urbanisation intra-rocade de 570 ha située sur la commune de Cesson-Sévigné. Les études d'urbanisme prévoyant l'installation sur le site de 80 000 habitants et emplois prennent en compte l'extension de la ligne B du métro sur trois stations,. Ce prolongement serait concomitant avec la fin de l'aménagement du quartier, à l'horizon 2040, qui devrait finalement accueillir 40 000 habitants et 25 000 emplois. Un second site permettant a minima le remisage et le nettoyage, était envisagé dans la continuité de cet éventuel prolongement.
En 2020, le projet du quartier a été à nouveau réduit, il ne devrait accueillir que 10 000 à 12 000 habitants ce qui réduit l'intérêt d'un tel prolongement au point que le Trambus envisagé à la place est lui-même reporté sine die.
Le second, au sud, consistait à prolonger la ligne depuis Saint-Jacques - Gaîté vers le quartier de la Morinais à Saint-Jacques-de-la-Lande. L'amorce de ce prolongement est prise en compte dans le projet actuel. Dans l'étude menée par la Setec en 2018 et publiée en 2019, ce chantier est chiffré à 113 millions d'euros plus 18 millions pour l'achat des rames supplémentaires bien que peu compliqué sur le plan technique, que ce soit en construisant en tranchée couverte ou en viaduc au milieu de la route départementale D 177.
Le vice-président de Rennes Métropole, Grégoire Le Blond, suggère en janvier 2018 de créer un transport en commun en site propre desservant l'aéroport de Rennes, qui sera réaménagé après l'abandon du projet d'aéroport du Grand Ouest, par un transport en commun en site propre dont la forme pourrait être celle d'un prolongement de la ligne B (les hypothèses d'un tramway ou d'un RER sont aussi suggérées). Jean-Jacques Bernard, vice-président de Rennes Métropole délégué aux Transports, qualifie l'idée de prolonger la ligne de « fantasme », jugeant cette extension peu rentable par rapport au trafic de l'aéroport. Toujours selon l'étude de la Setec, une extension jusqu'à l'aéroport aurait coûté 308 millions d'euros.

## Tracé et stations

### Carte
La ligne B est représentée en texte blanc sur fond vert foncé  #00893e sur les plans et la signalétique du réseau. Le pictogramme de la ligne est constitué d'un « b » minuscule vert foncé sur fond blanc cerclé de vert foncé.

Pictogramme de la ligne.

### Tracé

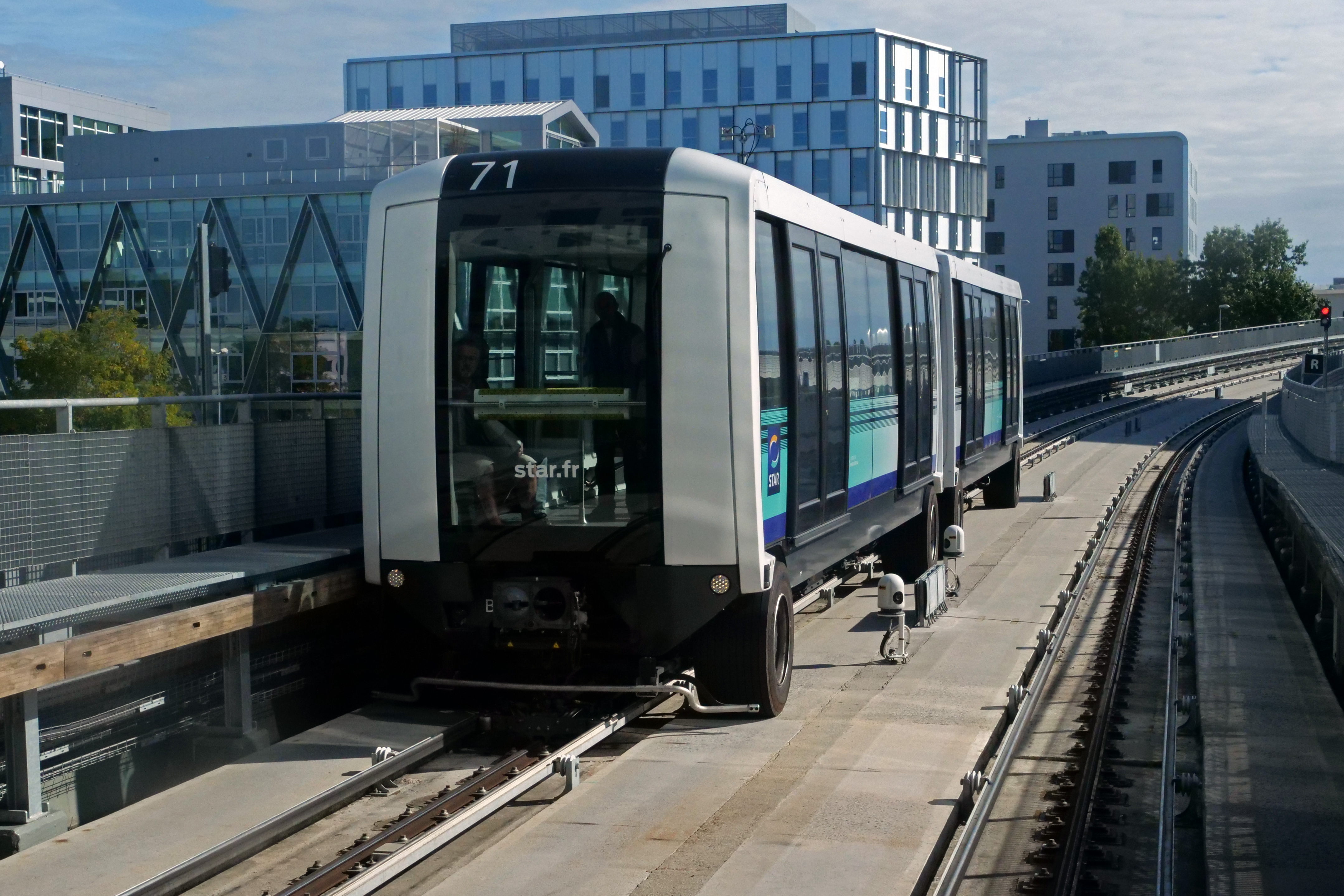
Une rame sur le viaduc de la ligne B à proximité de la station Atalante.

La ligne, d'orientation générale sud-ouest / nord-est, allant de Saint-Jacques - Gaîté à Cesson - Viasilva est d'une longueur totale de 13,4 km, 14,1 km en comptant le raccordement de 700 m de long jusqu'au garage-atelier, situé au-delà du terminus Saint-Jacques - Gaîté. Elle est essentiellement souterraine (11 km sont traversés en tunnel dont 2,4 km en tranchées couvertes et 8,6 km en souterrain profond, creusé par le tunnelier Élaine). Le reste est composé d'un viaduc (2,4 km) et d'ouvrages au sol. La distance moyenne entre deux stations est d'environ 893 mètres.
La ligne B est en correspondance avec la ligne A aux stations Gares et Sainte-Anne. Les correspondances se font par une galerie de liaison en sous-sol. De cette façon, les deux lignes rennaises desservent toutes les deux les principaux points d'intérêts du centre afin d'éviter les correspondances pour une ou deux stations et ainsi éviter la saturation du tronçon central de la ligne A qui est notamment limitée par la longueur de ses stations empêchant de rallonger les rames. On retrouve avec cette configuration deux quasi doublons de façon volontaire : République et Charles de Gaulle pour la ligne A et Saint-Germain et Colombier pour la ligne B.
La ligne naît à Saint-Jacques-de-la-Lande, : la station Saint-Jacques - Gaîté, au bord de la rocade, dont son arrière-gare donne accès au garage-atelier qui est placé parallèlement à la rocade, le long du quartier militaire Stephant. La ligne marque un virage à gauche pour rejoindre la station La Courrouze dans le quartier éponyme, puis arrive au niveau où se situait le puits d'entrée du tunnelier,, occupé en surface par le pôle éducatif Simone-Veil ouvert en 2022.
Ainsi creusée, et à l'instar de la ligne A, la ligne peut s'affranchir de l'étroitesse des rues du centre-ville. Après une grande courbe, la ligne rencontre la station Cleunay. La ligne B poursuit cette grande courbe pour s'aligner sous l'axe formé par le boulevard Voltaire et dessert la station Mabilais, avant de suivre les rues de Redon, Pierre Abélard et Plélo pour rejoindre la station Colombier, qui est située au nord du centre commercial Colombia. La ligne contourne l'esplanade Charles de Gaulle pour rejoindre la station Gares, située parallèlement à la gare ferroviaire et approximativement perpendiculaire à celle de la ligne A. La ligne marque ensuite une grande courbe qui la ramène vers le centre-ville et la station Saint-Germain, puis suit parallèlement la ligne A jusqu'à la station Sainte-Anne, où la ligne bifurque sur une grande courbe vers les stations Jules Ferry, Gros-Chêne et Les Gayeulles au nord de la ville. Elle redescend ensuite pour prendre la route vers le campus de Beaulieu en passant sous le boulevard de Vitré, qui marque la fin de la section creusée au tunnelier,.
La station Joliot-Curie - Chateaubriand contourne par le sud le lycée Chateaubriand puis le Crous du campus pour émerger à la surface sur le viaduc qui longe le campus par le nord, en desservant deux stations, : Beaulieu - Université et Atalante. La ligne rejoint enfin son terminus en bifurquant pour suivre la D 386, puis s'en écarte en arrivant à sa dernière station, Cesson - Viasilva.
La numérotation des voies se fait au départ du garage-atelier : ainsi la voie 1 part en direction de Cesson - Viasilva et la voie 2 en sens inverse, vers Saint-Jacques - Gaîté.

### Liste des stations
La ligne comporte quinze stations au total. Trois d'entre elles sont aériennes, Beaulieu - Université, Atalante et Cesson - Viasilva. La ligne reprend majoritairement le tracé de l'ancienne ligne de bus 9 (Cleunay - République - Saint-Laurent),.
|  |   |  | Stations                     | Coordonnées                 | Communes (quartiers)                       | Correspondances                                                     |
|  | - |  | ---------------------------- | --------------------------- | ------------------------------------------ | ------------------------------------------------------------------- |
|  | ■ |  | Saint-Jacques - Gaîté        | 48° 05′ 31″ N, 1° 42′ 13″ O | Saint-Jacques-de-la-Lande (La Courrouze)   | Parc relais                                                         |
|  | • |  | La Courrouze                 | 48° 05′ 47″ N, 1° 41′ 54″ O | Saint-Jacques-de-la-Lande (La Courrouze)   |                                                                     |
|  | • |  | Cleunay                      | 48° 06′ 03″ N, 1° 42′ 23″ O | Rennes (Cleunay)                           |                                                                     |
|  | • |  | Mabilais                     | 48° 06′ 18″ N, 1° 41′ 34″ O | Rennes (Arsenal-Redon)                     |                                                                     |
|  | • |  | Colombier                    | 48° 06′ 21″ N, 1° 40′ 55″ O | Rennes (Colombier - Champ-de-Mars)         | (Charles de Gaulle, par la voie publique)                           |
|  | • |  | Gares                        | 48° 06′ 14″ N, 1° 40′ 20″ O | Rennes (Saint-Hélier)                      | Grandes lignes, TER Bretagne (Gare de Rennes)                       |
|  | • |  | Saint-Germain                | 48° 06′ 38″ N, 1° 40′ 34″ O | Rennes (Centre-ville)                      | (République, par la voie publique)                                  |
|  | • |  | Sainte-Anne                  | 48° 06′ 52″ N, 1° 40′ 49″ O | Rennes (Centre-ville)                      | (Logo du métro de Rennes) · (Logo de la ligne a du métro de Rennes) |
|  | • |  | Jules Ferry                  | 48° 07′ 07″ N, 1° 40′ 15″ O | Rennes (Fougères - Sévigné)                |                                                                     |
|  | • |  | Gros-Chêne                   | 48° 07′ 30″ N, 1° 39′ 52″ O | Rennes (Maurepas)                          |                                                                     |
|  | • |  | Les Gayeulles                | 48° 07′ 46″ N, 1° 39′ 26″ O | Rennes (Maurepas)                          | Parc relais                                                         |
|  | • |  | Joliot-Curie - Chateaubriand | 48° 07′ 27″ N, 1° 39′ 05″ O | Rennes (Longs-Champs, Jeanne d’Arc)        |                                                                     |
|  | • |  | Beaulieu - Université        | 48° 07′ 20″ N, 1° 38′ 22″ O | Rennes (Beaulieu)                          |                                                                     |
|  | • |  | Atalante                     | 48° 07′ 38″ N, 1° 37′ 41″ O | Cesson-Sévigné (Campagne Nord / Via Silva) |                                                                     |
|  | ■ |  | Cesson - Viasilva            | 48° 07′ 54″ N, 1° 37′ 12″ O | Cesson-Sévigné (Campagne Nord / Via Silva) | Parc relais                                                         |

### Intermodalité
La ligne B est en correspondance directe avec la ligne A aux stations Gares et Sainte-Anne et, via la voie publique, à la station Saint-Germain vers la station République de la ligne A et à la station Colombier vers la station Charles de Gaulle de la ligne A,. Concernant les trains, elle est en correspondance à la station Gares permettant d'accéder à la gare de Rennes.

### Stations à thème ou particulières

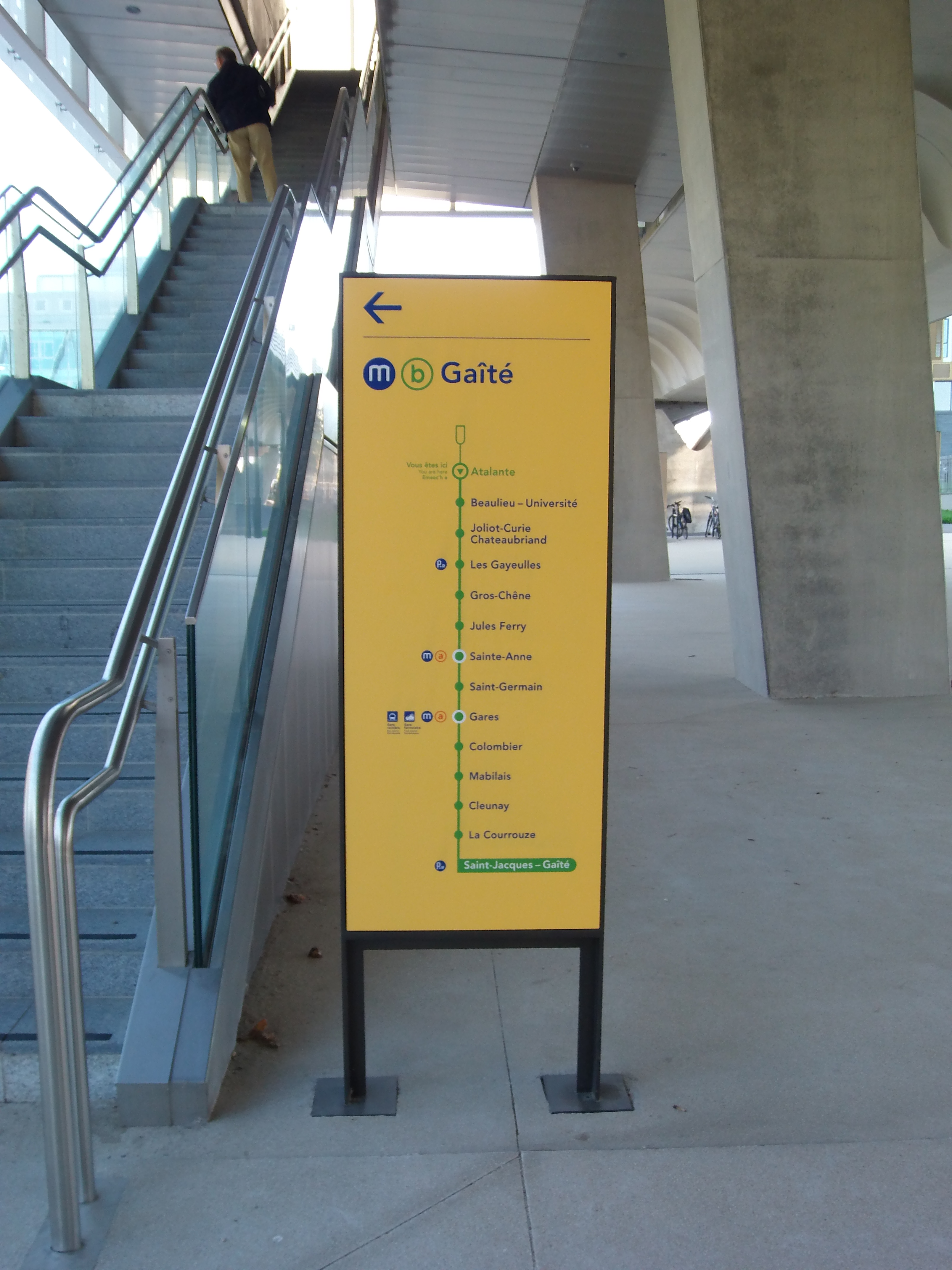
Thermomètre indiquant les stations restantes à desservir en direction de Saint-Jacques - Gaîté, ici à Atalante.

À l'instar de la ligne A, les stations sont bâties sur un cahier des charges prévoyant entre autres l'accessibilité aux personnes handicapées et l'utilisation de portes palières, les quinze stations ont été conçues par sept équipes d'architectes amenant chacune une identité propre tout en ayant travaillé sur des matériaux communs : béton, inox, verre, aluminium, dalles de grès céramique au sol.
Contrairement à la ligne A où l'architecte mondialement connu Norman Foster a conçu la station La Poterie, le choix a été fait de privilégier les architectes ayant déjà travaillé sur des infrastructures de transport ou locaux et émergents. Les cabinets d'architecture rennais Anthracite et Massinon & Alexandre ont ainsi été retenus pour les trois stations aériennes établies en viaduc (Atalante, Beaulieu - Université et Cesson - Viasilva) avec pour chacune un traitement particulier.
Grégoire Zündel a obtenu quant à lui les stations Colombier, Gares, Mabilais et Saint-Germain où il a appliqué une enveloppe en aluminium micro perforé sauf à Gares où les murs sont couverts de verre armé blanc et rétroéclairé. Laurent Gouyou-Beauchamps, le seul retenu à avoir déjà travaillé sur la ligne A (station Charles de Gaulle), s'est occupé des trois stations situées juste sous la surface (La Courrouze, Joliot-Curie - Chateaubriand et Saint-Jacques - Gaîté) avec une architecture propre à chacune : parois sculptées avec un effet froissé, et peint en couleur or à Saint-Jacques - Gaîté et La Courrouze traité avec du bois et un patio. Le cabinet Berranger et Vincent s'est vu adjuger la station Jules Ferry traitée comme une grotte et un éclairage influencé par l'ancienne base sous-marine de Saint-Nazaire. Susann Dunne a dessiné les stations Cleunay et Gros-Chêne : la première mélange plafond en bois et mur en béton préfabriqué, la seconde est habillée de mosaïques bleues rappelant les immeubles voisins et le travail d'Isidore Odorico. L'Atelier Schall a conçu la station et le parc relais Les Gayeulles dont l'accès se fait au rez-de-chaussée dudit parc relais, caractérisée par les murs orange prolongeant ceux de la façade. Enfin, Canal architecture s'est occupé de Sainte-Anne où des lames colorées habillent la station en contraste avec les grands piliers de béton blanc et l'habille façon cathédrale.
Toutes les stations sont équipées de quais aménagés d'au moins 35 mètres utiles, soit la longueur des rames Neoval dans une configuration à 3 voitures (triplet). Les caractéristiques techniques des stations s'appliquent aussi sur les 13 mètres précédant et suivant la station. Le tracé est rectiligne et le profil en long est horizontal sur une longueur totale de 61 mètres centré sur la station. Cela permet d'assurer l'alignement des têtes de rame en entrée de station. Cela permet également de faciliter un éventuel allongement des quais en vue d'intégrer des rames à 4 voitures à très long terme. Toutes les stations comportent des quais latéraux, toujours face à face.

### Garage-atelier

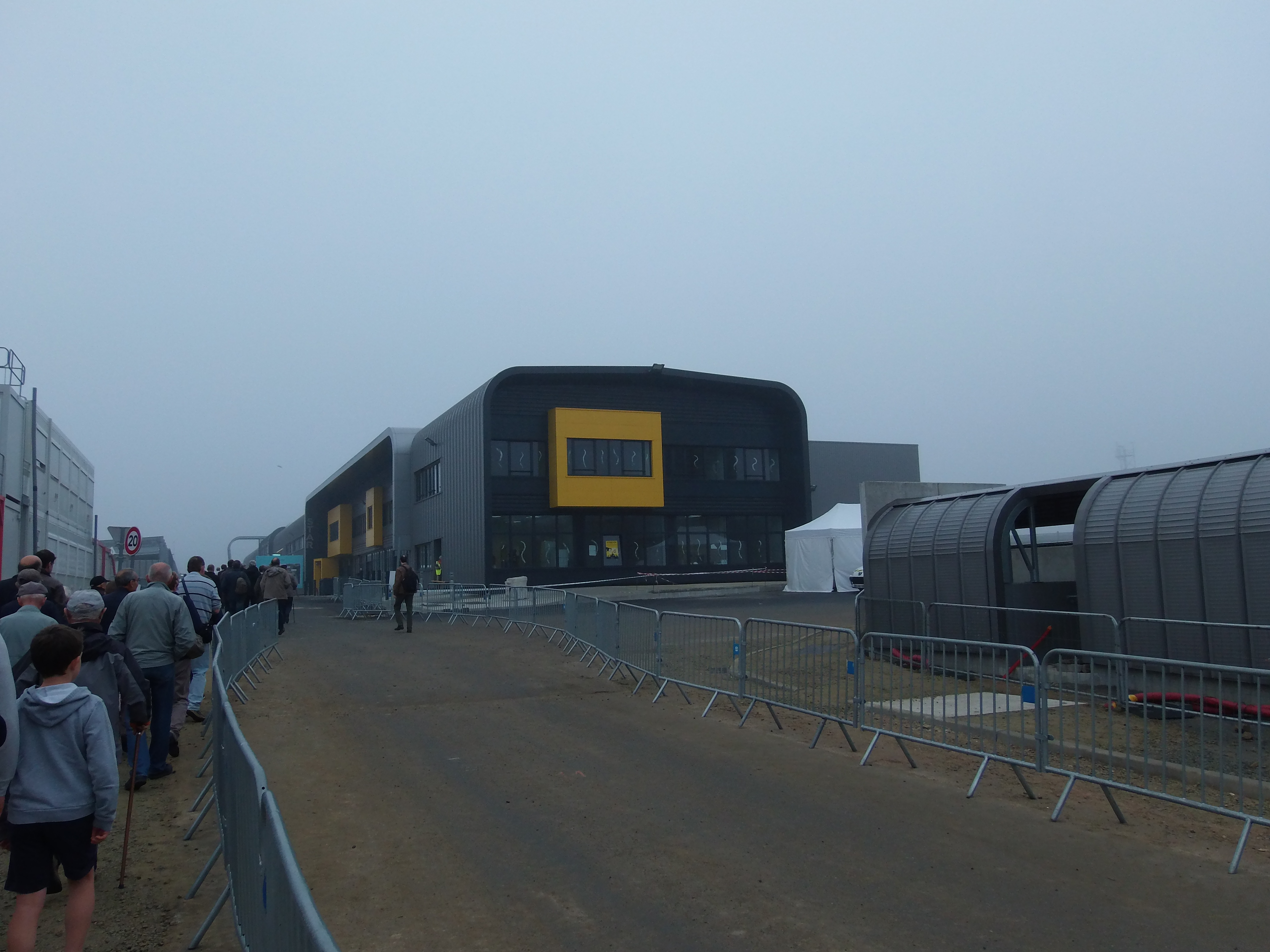
Un des bâtiments du garage-atelier en 2017.

Le garage-atelier (GAT) est situé à Saint-Jacques-de-la-Lande, occupant un terrain de 7,6 ha sur le site dit de « La Maltière » au sud de la rocade (48° 05′ 37″ N, 1° 42′ 40″ O),. La construction débute en mars 2015 par les travaux préparatoires et de terrassement. Les premiers murs s'élèvent en octobre 2015, le toit du remisage est posé en décembre 2015,. Le gros œuvre s'achève et laisse place au second œuvre de février à septembre 2016,. Les voies sont posées courant 2017.
Situé au delà du terminus Saint-Jacques - Gaîté au sud-ouest de Rennes, le garage-atelier assure à la fois le remisage et l'entretien des rames Cityval et regroupe sur 11 700 m2,, :
- un garage de 4 000 m2 composé de quatre voies accueillant les 25 rames en « doublet » et est prévu pour être agrandi pour accueillir jusqu’à 38 rames en « triplet ». Dans la pratique, cinq rames sont garées dans le tunnel la nuit[168] ;
- un atelier de 2 600 m2 composé de trois voies possédant des postes de levage et d'accès à la toiture ;
- une voie équipée d'une machine à laver, prolongée par la voie menant au garage du train de travaux ;
- un atelier permettant la maintenance des équipements embarqués (essieux, moteurs, etc.) ;
- divers locaux techniques, magasin de stockage de pièces et 2 500 m2 de bureaux.

Le raccordement de service à deux voies de 700 m de long entre le GAT et le terminus Saint-Jacques - Gaîté fait office de voie d'essais, notamment utilisée lors des essais ayant précédé la mise en service.
Il est équipé de panneaux solaires et photovoltaïques, tout en privilégiant l’éclairage naturel via notamment des sheds sur le toit de l'atelier, ainsi que d’un chauffage mixte au gaz et au bois. Le nettoyage des rames s’effectue à l’eau de pluie, dont 30 % est recyclée, sur des cycles limités à 25 minutes,.

## Exploitation
Le code interne de la ligne, utilisé notamment pour la billettique, est 1002.

### Desserte
La ligne B, dont le fonctionnement des rames est totalement automatique, est ouverte tous les jours de l'année, exception faite du 1er mai,.
En 2024, du lundi au samedi, le service démarre depuis chaque terminus à 5 h 10 du matin. Les dimanches et fêtes, les premiers départs sont effectués depuis chaque terminus à 7 h 15 du matin. Du lundi au mercredi, les derniers départs ont lieu depuis chaque terminus à 0 h 22. Du jeudi au samedi, les derniers départs ont lieu à 1 h 21 du matin depuis Cesson - Viasilva et 1 h 22 du matin depuis Saint-Jacques - Gaîté. Les dimanches et fêtes, les derniers départs ont lieu respectivement à 0 h 21 et à 0 h 22 comme du lundi au jeudi.
Pour certains événements durant l'année (fête de la musique, jour de l'an, etc.), le service est assuré sans interruption nocturne,. Le reste du temps, les nuits du jeudi au dimanche la desserte est substituée par le réseau de bus nocturne STAR de Nuit : la ligne N3 relie le centre-ville au campus de Ker Lann en se substituant au tronçon Colombier-Saint-Jacques - Gaîté, la ligne N4 relie le centre-ville au campus de Beaulieu sans toutefois suivre le tracé du métro puisque cette ligne reprend le tracé de la ligne C4, tandis que la ligne N5 se substitue au tronçon Jules Ferry-Joliot-Curie - Chateaubriand.
Entre six heures du matin et minuit, il passe jusqu'à une rame toutes les 2 min 15 s à 5 minutes sur la ligne en semaine, toutes les trois à cinq minutes le samedi et toutes les quatre à cinq minutes les dimanches et jours fériés. En début et fin de service, la fréquence est d'une rame toutes les quatre minutes environ. Il n'y a pas de séparation nette entre les heures creuses et les heures de pointe, la fréquentation a tendance à se lisser tout au long de la journée sur le métro rennais.
Pour l'« Opération Grande nuit » lors du réveillon de la Saint-Sylvestre, la fréquence est d'une rame toutes les six minutes tout au long de la nuit.
L'intervalle minimal en heures de pointe était annoncée en 2017 à 150 secondes, soit 2 min 30 s. Cet intervalle pourra être réduit jusqu'à 67 secondes pour augmenter la capacité de transport.
La vitesse commerciale de la ligne est de 36 km/h, pour une vitesse de croisière de 67 km/h ; la vitesse maximale est de 80 km/h,.

### Matériel roulant

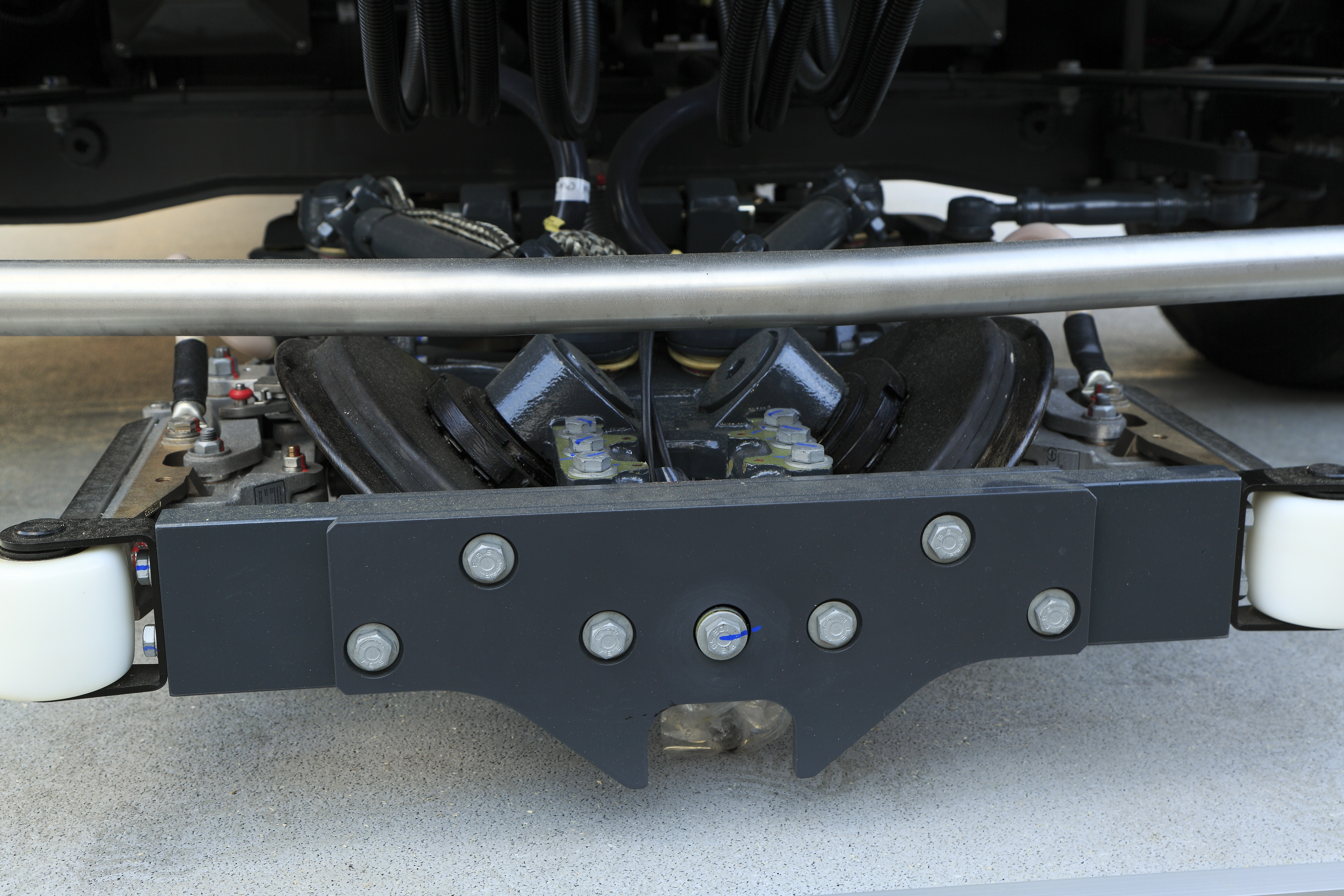
Vue rapprochée du système de guidage du Cityval, dérivé de celui du Translohr : deux roues placées à un angle de 45 degrés assurent le guidage sur un rail central, tandis que le captage du courant se fait par les deux frotteurs de chaque côté, placés derrière les roulettes s'appuyant sur ces mêmes rails horizontaux.

À sa mise en service, 25 rames de deux voitures de type Cityval, version du Neoval destinée au transport urbain, lui-même évolution de la technologie VAL de la ligne A, sont en circulation. À la différence la ligne A, la circulation est possible entre les voitures. En exploitation normale et pour des raisons de maintenance, 22 rames sont utilisées.
Ces rames sont constituées de deux voitures (doublet) d'une longueur totale de 22,4 mètres. La capacité de transport initiale est prévue à hauteur de 4 000 voyages par heure et par sens, soit 113 000 voyages par jour. Avec un intervalle entre rames réduit au minimum, la capacité de transport maximale en configuration doublet pourrait être portée à 9 000 voyages par heure et par sens. À long terme, la capacité de transport pourrait atteindre 15 000 voyages par heure et par sens avec l'ajout d'une voiture (triplet) à chaque rame atteignant une longueur de 33,60 m.

### Personnel d'exploitation
En temps normal, aucune intervention humaine n'est nécessaire pour assurer le bon fonctionnement du système puisque chaque rame règle sa vitesse en fonction de l'heure et de la voie ; l'ensemble du réseau est surveillé et géré par les OTS (opérateur technique système) du poste de commande centralisé (PCC) situé au garage-atelier de la ligne A à Chantepie et placés sous l'autorité du chef du PCC,, ; il y a un poste de commande par ligne. Au nombre de quatre pour la ligne A, ils n'interviennent qu'en cas de panne et pour contacter les voyageurs. En plus de surveiller l'ensemble des rames, le PCC est chargé de mettre en route et d'arrêter le réseau ainsi que de réguler le nombre de rames sur les voies selon les besoins des passagers. Le PCC supervise également l'ensemble des travaux de maintenance qui s'effectuent de jour comme de nuit, comme les travaux en tunnel qui ont lieu lors de l’arrêt d'exploitation du métro.
La salle de contrôle est équipée de nombreux écrans vidéos qui sont reliés aux caméras présentes dans les stations, à partir desquelles les OTS surveillent la sécurité des voyageurs (aussi bien au niveau de l'ambiance qu'au niveau technique),. Par le biais d'ordinateurs, les opérateurs supervisent l'état de l'ensemble des équipements du métro et interviennent en cas de problème : si la situation l'exige, ils peuvent bloquer la rame et réaliser plusieurs actions afin de la faire redémarrer voire la remorquer jusqu'à un garage. Le PCC peut être amené à dialoguer avec les passagers en utilisant les interphones présents dans les rames.
En plus des OTS, les six intervenants qualité service (IQS), trois par ligne, sont en relation avec le PCC et assurent sur le terrain l'état des stations et celui des rames. Les ouvriers professionnels matériel roulant métro (OPMRM) sont eux chargés de la réparation des rames dans les différents garages-ateliers du réseau et les ouvriers professionnels voies (OPV) sont chargés de la maintenance des voies et des équipements en tunnel,.
700 caméras ont été installées dans les stations de la ligne B et à leurs abords.

### Incidents et bus relais

Pictogramme du Bus relais métro

Un an après son ouverture, le taux de disponibilité de la ligne est élevé avec 99 %, soit 24 heures d'interruption sur l'année, la ligne se plaçant dans le Top 10 mondial parmi les métros automatiques. Toutefois, elle n'est pas à l'abri de pannes ou d'incidents divers. Une rame en panne peut être ramenée au garage-atelier à vitesse très réduite, soit 3 km/h.
En cas de panne prolongée d'une durée de plus d'une heure, bien que le PC métro avertisse le PC bus au-delà de vingt minutes d'interruption, des navettes de substitution de bus assurent un service le long de la ligne de métro au plus près des stations. Contrairement à la ligne A, la ligne B est équipée d'appareils de voie permettant d'effectuer des services partiels à deux endroits : entre les stations Gares et Saint-Germain et entre Joliot-Curie - Chateaubriand et le viaduc,.
Trois configurations de bus relais en cas d'interruption partielle existent :
- SP1 : substitution du tronçon entre Gares et Cesson - Viasilva[S 11] ;
- SP2 : substitution du tronçon entre Joliot-Curie - Châteaubriand et Cesson - Viasilva[S 12] ;
- SP3 : substitution du tronçon entre Gares et Saint-Jacques - Gaîté, dans cette configuration la ligne est en réalité coupée à Saint-Germain[S 13].

Les arrêts desservis suivent au plus près les stations avec quelques différences dues à la voirie ne permettant pas le passage des bus : Saint-Germain est reportée à Place Pasteur et Sainte-Anne est reportée soit sur la ligne A soit sur l'arrêt Fossés depuis janvier 2024,.
Les derniers recours notables aux bus relais, palliant des pannes de longue durée, remontent :
- au 24 septembre 2022 à la suite de l'interruption du trafic pendant près de deux heures entre Saint-Germain et Saint-Jacques - Gaîté et la mise en place du SP3[187] ;
- au 14 juin 2023 à la suite de la panne des appareils de voie au terminus Cesson - Viasilva, nécessitant l'interruption du trafic entre cette dernière et la station Joliot-Curie - Châteaubriand durant toute la journée et l'intervention des techniciens durant la nuit suivante[188] ;
- au 18 novembre 2023 dans la soirée à la suite d'un incendie dans un poste électrique du garage-atelier, nécessitant la coupure totale de la ligne jusqu'au 22 décembre suivant et la suspension de six lignes de bus face aux important besoins en personnel du bus relais et aux dégâts importants[189],[21] ;
- au 3 janvier 2024 à la suite d'une nouvelle interruption de la ligne, dont la réouverture est reportée sine die[134]. Le bus relais reste actif jusqu'au 12 février suivant, remplacé par une offre temporaire plus adaptée à une interruption de longue durée[190] ;
- au 29 mars 2025 à la suite de l'interruption totale du trafic pendant près de deux heures[191].

### Tarification et financement

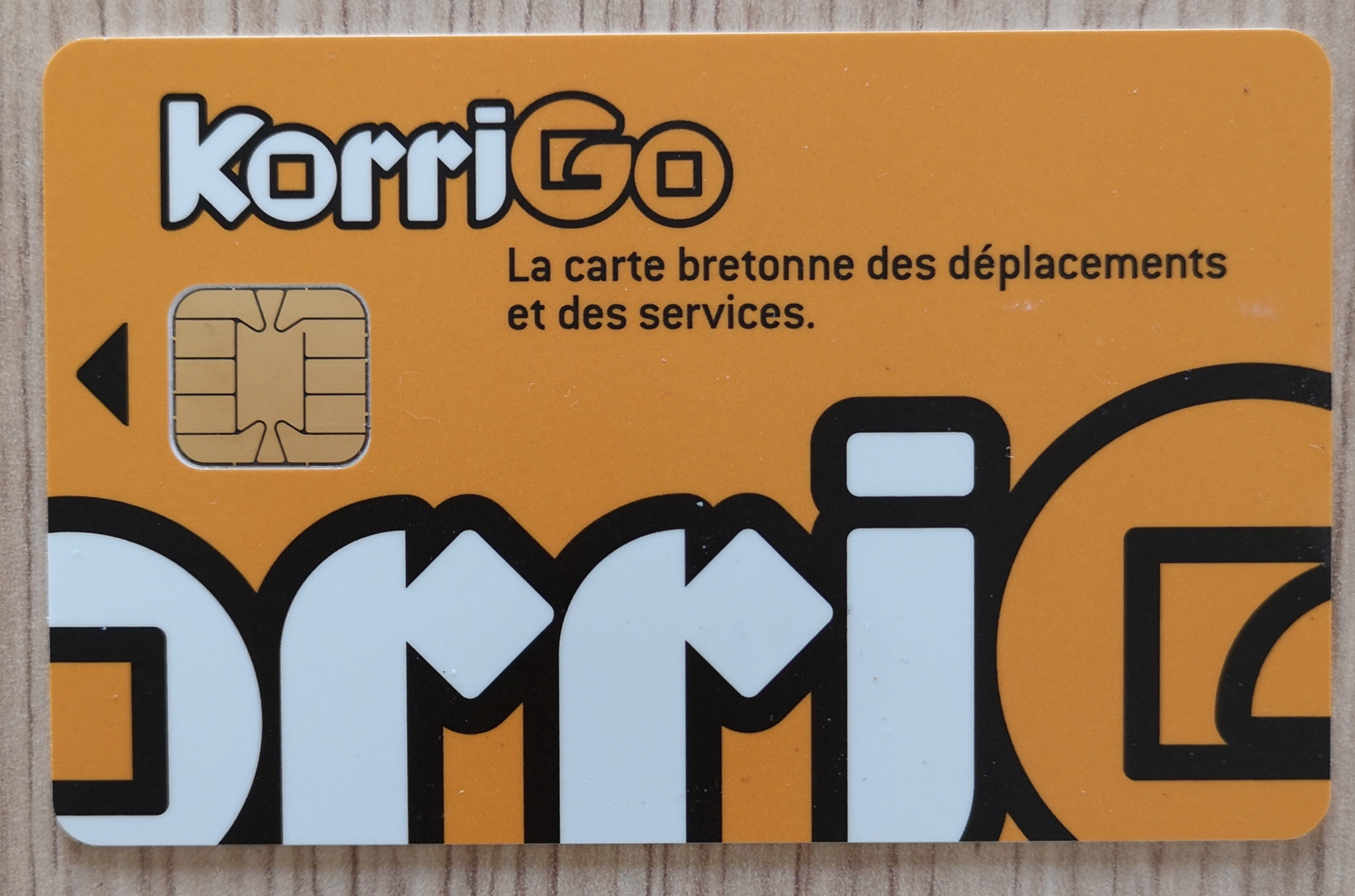
La carte KorriGo.

La tarification appliquée à la ligne est celle du réseau STAR. Les différents titres de transport (tickets sans contact rechargeable ou carte à puce KorriGo) sont valables indifféremment dans le métro ou dans les bus. Des portillons d'accès couplés aux valideurs sont placés aux entrées des stations ; pour valider et ouvrir le portillon, il suffit d’approcher la carte à moins de quinze centimètres des bornes, même dans un sac ou une poche.
En 2023, le financement du fonctionnement du réseau (entretien, matériel et charges de personnel) est assuré par l'exploitant Keolis Rennes. Cependant, les tarifs des billets et abonnements dont le montant est limité par décision politique ne couvrent pas les frais réels de transport. Le manque à gagner est compensé par l'autorité organisatrice, Rennes Métropole.

### Trafic
La fréquentation annuelle devait être de 24 millions de voyageurs en 2021 selon les estimations réalisées en 2017. La fréquentation quotidienne attendue à l'ouverture est de 65 000 voyages.
Le jour de la mise en service, 120 000 voyages ont lieu, puis 100 000 sur les cinq jours suivants, la ligne étant alors gratuite. Au cours du premier mois d'exploitation de la ligne B, 2 000 000 de voyages sont réalisés, soit 70 000 par jour en moyenne. En décembre 2022, trois mois après la mise en service, la fréquentation moyenne atteint les 80 000 voyages par jour, avec des pointes à 90 000 voyages les jours de forte affluence. La circulation automobile dans la ville de Rennes intra-rocade est en diminution de 19 % par rapport à la même période en 2019, même si d'autres raisons, telles la démocratisation du télétravail et la hausse du coût du carburant, peuvent expliquer cette baisse. Du côté de la rocade et des pénétrantes urbaines, la baisse est plus faible, moins 0,7 % selon la direction des routes de l'ouest (DIRO) mais la rocade est aussi empruntée par le trafic de transit vers les autres agglomérations bretonnes et les régions voisines. Le métro attire en tout cas des voyageurs ayant abandonné leur voiture, y compris des personnes résidant en dehors de Rennes Métropole rejoignant l'agglomération en train ou en autocar régional. La hausse de la circulation consécutive à la fermeture de la ligne à la suite de l'incendie de novembre 2023 tend à confirmer l'impact du métro sur la circulation automobile.
La fréquentation des trois parcs relais le long de la ligne reste relativement faible (20 % au lancement de la ligne, 27 % un an après), mais selon Matthieu Theurier, vice-président de Rennes Métropole, ils sont conçus pour tenir compte de la hausse progressive de la fréquentation du métro et éviter la situation du parc de La Poterie qui a du être agrandi au bout de seulement 20 ans et qui a un taux de remplissage de 69 % en juin 2023.
| Année | Nombre de voyageurs (en millions) |
| ----- | --------------------------------- |
| 2022  | 6,61                              |
| 2023  | 21,5                              |
| 2024  | [ Note 2 ]                        |

## Lieux desservis

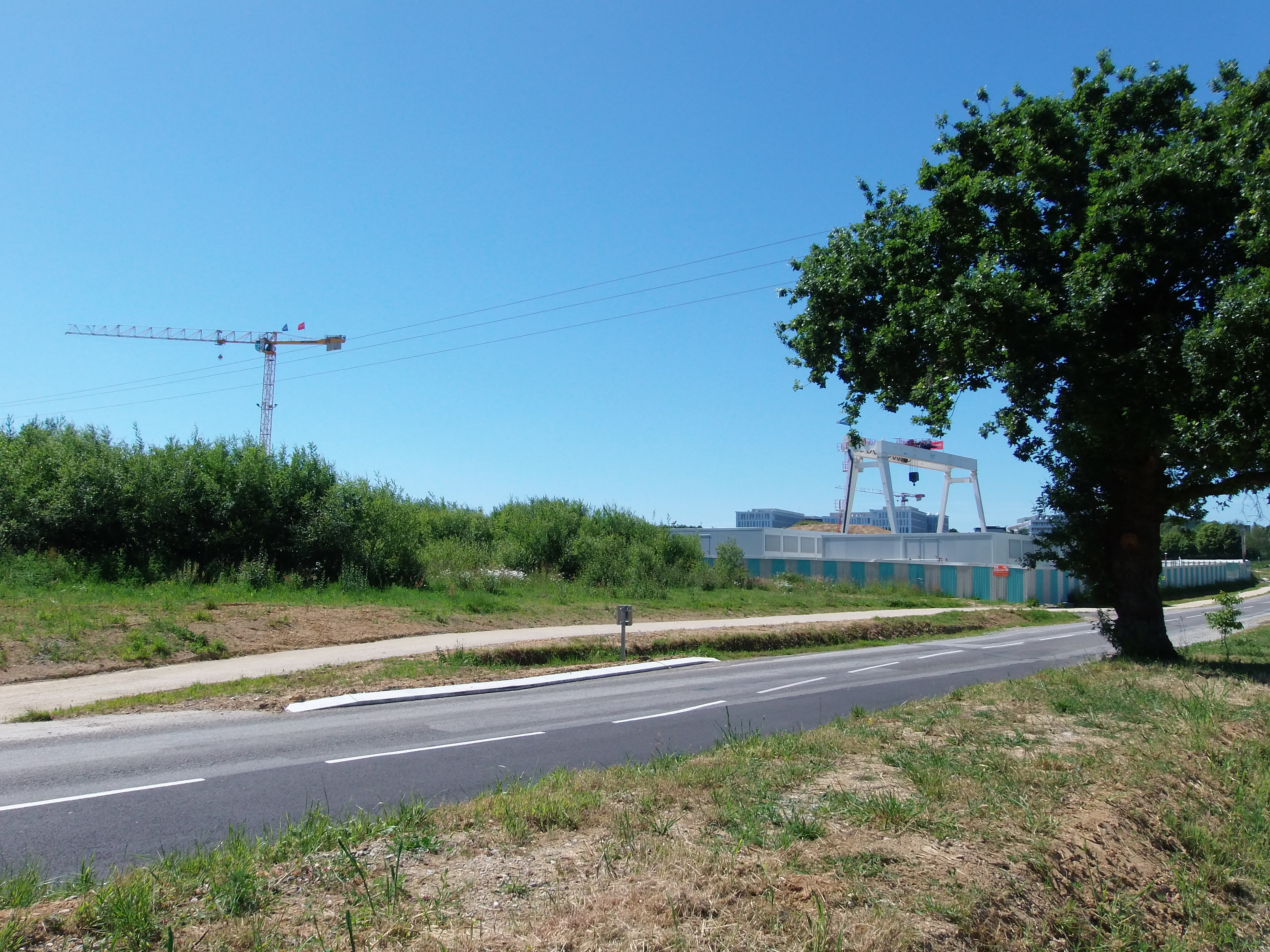
Emplacement non-aménagé en 2015 de la future station Cesson - Viasilva, dans un secteur qui s'urbanisera dans le cadre de la ZAC ViaSilva.

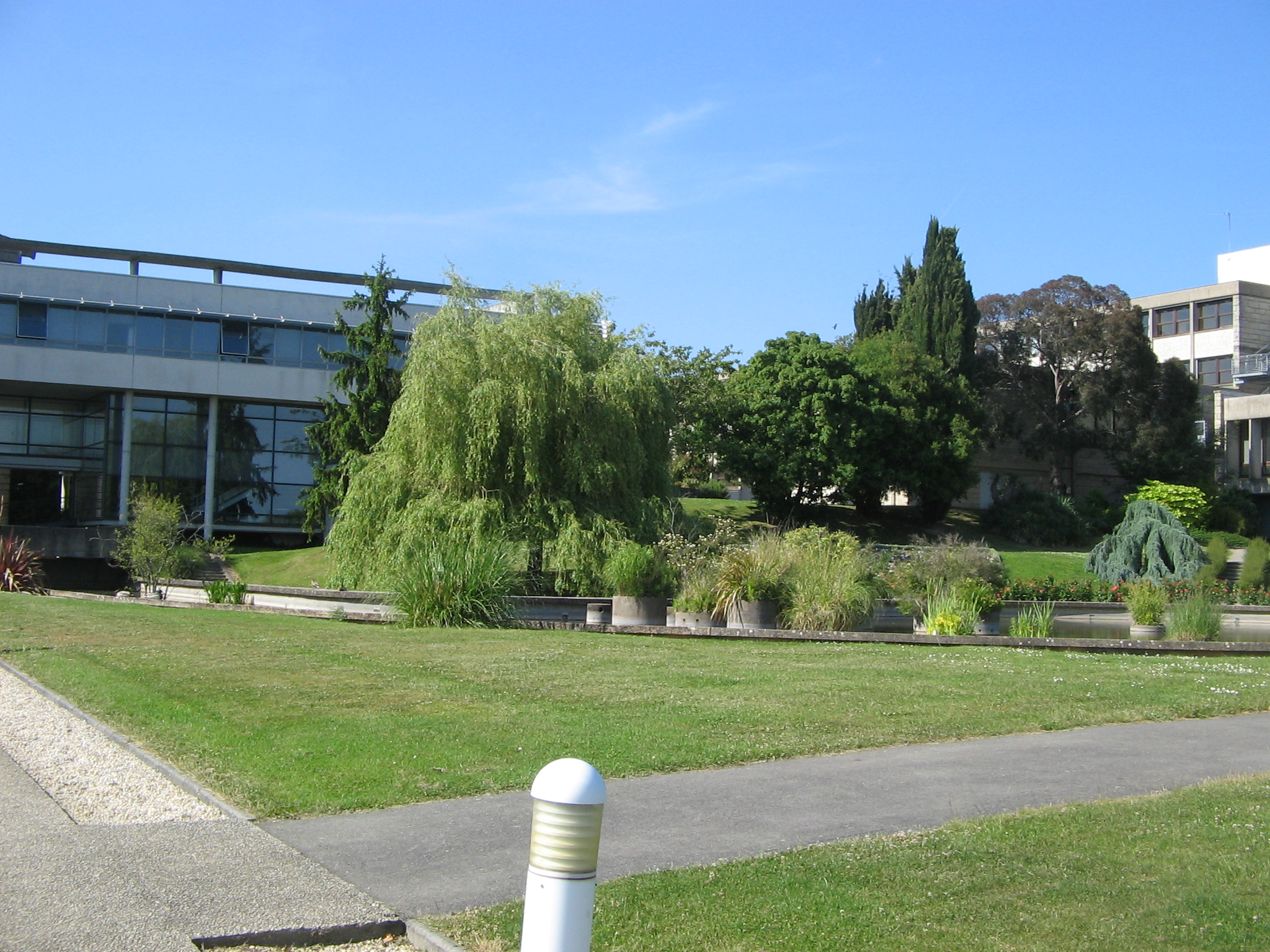
Le campus de Beaulieu.

La ligne dessert quelques lieux à vocation touristique ou historique, concentrés majoritairement dans le centre-ville, ainsi que certains points d'animation de la vie rennaise.
Le quartier d'affaires et d'habitat de la Courrouze, à cheval sur Rennes et Saint-Jacques-de-la-Lande, est desservi par les stations Saint-Jacques - Gaîté et La Courrouze. La station Cleunay dessert le centre commercial Cleunay-Boulevard et permet de rejoindre à pied le Roazhon Park.
La station Colombier dessert la cité judiciaire, les centres commerciaux Colombia et Les Trois Soleils. La station Gares dessert logiquement les gares de Rennes (gare SNCF et gare routière), le quartier EuroRennes ainsi que l'Institut supérieur d'optique.
Dans le centre-ville, la station Saint-Germain est située à quelques centaines de mètres du musée des Beaux-Arts, de la place du Parlement de Bretagne, de l'hôtel de ville, de l'opéra et de la place de la République (et de la station de métro éponyme). La station Sainte-Anne, située sous la place du même nom, donne accès au centre historique de la ville, et dessert notamment le couvent des Jacobins, devenu en 2018 le centre des congrès de Rennes Métropole, et la basilique Notre-Dame-de-Bonne-Nouvelle, ainsi que le campus centre et l'École régionale des beaux-arts.
La station Jules Ferry dessert la faculté de droit et de science politique de l'université de Rennes 1 tandis que la station Les Gayeulles dessert la patinoire Le Blizz, la salle Guy-Ropartz du TNB et le parc des Gayeulles. Le parc de Maurepas est quant à lui desservi par la station Joliot-Curie - Chateaubriand.
Dans le quartier de Beaulieu, la ligne dessert le campus universitaire (station Beaulieu - Université), accueillant 7 600 étudiants venant principalement de l'Université de Rennes et de l'INSA de Rennes. Le technopôle Rennes Atalante est quant à lui desservi par les stations Atalante et, dans une moindre mesure, Cesson - Viasilva, qui dessert la partie ouest de la ZAC « ViaSilva », en cours d'aménagement sur les territoires de Rennes et Cesson-Sévigné.

## Mesures environnementales compensatoires
Le Conseil national de la protection de la nature avait estimé que les conséquences environnementales du chantier étaient « faibles à modérées ». Un arrêté préfectoral dérogatoire est pris le 15 octobre 2013, prévoyant l'aménagement de 25 ha afin de compenser les terres touchées par le chantier se répartissant ainsi, avec un plan de gestion de 25 ans :
- 17 hectares de milieux boisés pour l'écureuil roux, le hérisson d'Europe, les chiroptères, la grenouille agile, l'avifaune et le capricorne du chêne ;
- 8,5 hectares de milieux ouverts pour le hérisson d'Europe, la grenouille agile, le lézard des murailles et l'avifaune.

Ces mesures doivent obligatoirement êtres achevées avant l'ouverture de la ligne, alors prévue en 2020.
Le maitre d'œuvre, la SEMTCAR fait appel au cabinet d'études environnementales DMEAU tandis que la réalisation est confiée au paysagiste Jourdanière Nature.
Les sites retenus sont les suivants, pour un total de 35 ha supérieur à l'obligation légale, :
- à côté de la Prévalaye :
  - la Taupinais (13,45 ha), aménagé en 2016 avec la création de bosquets, la densification des haies et la création de mares,
  - le Petit Blosne et la Reuzerais (17,8 ha), aménagés entre 2019 et 2020 avec le débroussaillage, la plantation de végétaux et la création de mares ;
- le campus de Beaulieu (3,9 ha), aménagé entre 2019 et 2020, avec le curage de la grande mare, la plantation d'espèces locales et le défrichage du site.

Près de 14 600 arbres et arbustes ont ainsi été plantés, ils compensent notamment les 1 200 arbres abattus pour les besoins du chantier,.
Le plan de gestion sur 25 ans signé le 27 janvier 2022 avec effet rétroactif au 1er janvier sur la gestion et le financement des mesures compensatoires est principalement régit par deux conventions, l'une entre Rennes Métropole et la ville de Rennes et la seconde entre la métropole et l'université de Rennes et se fait en concertation avec Trajectoires (ex-SEMTCAR),. Le coût total estimé de ce plan est de 955 000 € sur l'ensemble de la période, s'ajoutant aux 655 000 € engagés pour les différents aménagements.
De la même façon, le garage-atelier de la Maltière dispose d'une mare de 50 m2 au sein du bassin de rétention des eaux de pluie afin d'accueillir grenouilles et salamandres, le site était peuplé notamment par la première espèce.

### Arbres abattus sur l'avenue des Buttes-de-Coësmes
En septembre 2019, 28 arbres ont été abattus sur l'avenue des Buttes-de-Coësmes, pour le besoin des aménagements urbains le long du viaduc. Suite à cela, l'association « La Nature en Ville » a attaqué en justice la ville de Rennes et a obtenu gain de cause après du tribunal administratif de Rennes le 13 janvier 2021, mais a été déboutée par la cour administrative d'appel de Nantes le 6 décembre 2022.
Les juges ont estimé que la dérogation à l'interdiction de porter atteinte à un alignement d'arbres le long d'une voie de communication est justifiée par les aménagements prévus (chemin piéton et piste cyclable) et compensée par la plantation de « cinquante et un arbres le long de la même avenue » incluant la réalisation d'un « écran végétal » protégeant la vue des habitations depuis le viaduc. Selon Ouest-France, cette affaire va créer une jurisprudence en matière d'abattages d'arbres.